# Inter Europol Competition
Inter Europol Competition – polski zespół wyścigowy, startujący w wyścigach długodystansowych. W sezonie 2025 zespół znajduje się w stawce 24h Le Mans, European Le Mans Series, Asian Le Mans Series, Le Mans Cup oraz IMSA SportsCar Championship. W poprzednich latach brali udział w seriach FIA World Endurance Championship, BOSS GP, V de V oraz Północnoeuropejski Puchar Formuły Renault 2.0. W nawiązaniu do przedmiotu działalności właściciela i sponsora zespołu, firmy Inter Europol, zespół często nazywany jest „Turbo Piekarzami”.

## Historia

### 2010-2015: Pierwsze występy
Zespół został założony w 2010 roku i był owocem współpracy firmy Kochanski Motorsport Maurycego Kochańskiego oraz Michael Keese Motorsport. Wspólnie brali udział w Formule Ford i Formule 3. W sezonie 2009 wystartowali we Włoskiej Formule Renault, a w roku 2010 w Północnoeuropejskim Pucharze Formuły Renault 2.0. Pod koniec sezonu 2010 Kochański zaczął zmagać się z problemami finansowymi. Jego udziały w zespole wykupił Wojciech Śmiechowski, ojciec kierowcy zespołu, Jakuba Śmiechowskiego i właściciel piekarni Inter Europol S.A. Nowo powstały zespół otrzymał nazwę Inter Europol Competition, pochodzącą od swojego właściciela i głównego sponsora.

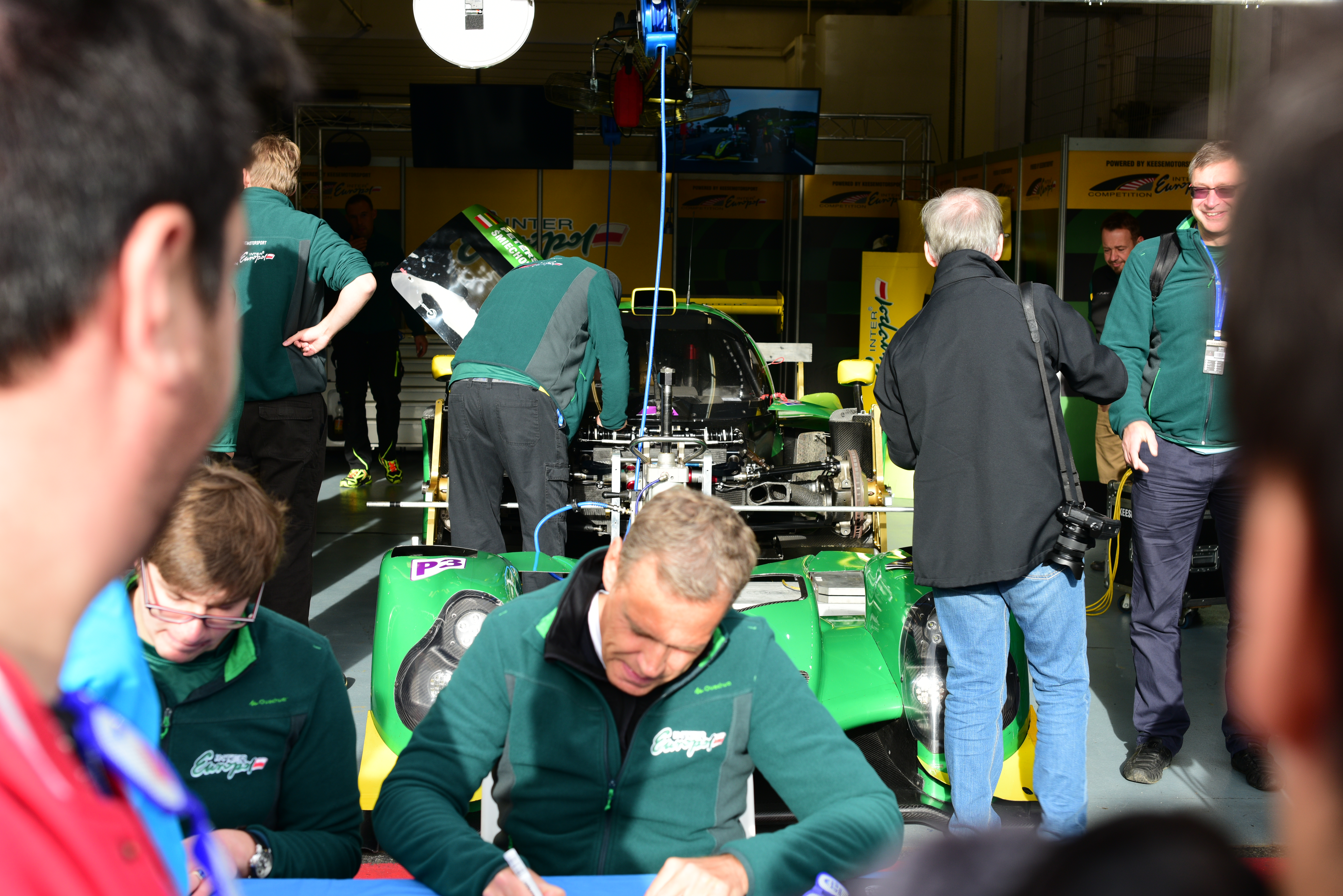
Jakub Śmiechowski i Jens Petersen podczas sesji autografów przy okazji wyścigu 4 Hours of Estoril 2016

Inter Europol Competition rozpoczął swoją działalność od startów w wyścigach samochodów jednomiejscowych. W latach 2010–2016 kierowcy Inter Europolu brali udział w Północnoeuropejskim Pucharze Formuły Renault 2.0, a ich najlepszym wynikiem było 12 miejsce Jakuba Śmiechowskiego w sezonie 2011. W roku 2014 zespół zadebiutował w serii BOSS GP, w której ścigał się do końca sezonu 2019 i odnosił sukcesy, takie jak mistrzostwo Jakuba Śmiechowskiego w 2014 roku i jego wicemistrzostwo w 2015 roku.

### 2016-2018: Początki w wyścigach długodystansowych
W roku 2016 Inter Europol Competition zadebiutował w wyścigach długodystansowych, biorąc udział w pełnych sezonach serii European Le Mans Series oraz V de V Endurance Series. Debiut w ELMS przyniósł Jakubowi Śmiechowskiemu i Jensowi Petersenowi, którzy ścigali się samochodem Ligier JS P3, 10 miejsce w klasyfikacji generalnej. W V de V zespół zaliczył lepsze wyniki; Śmiechowski wraz z Martinem Hippe zdobyli mistrzostwo tej serii.

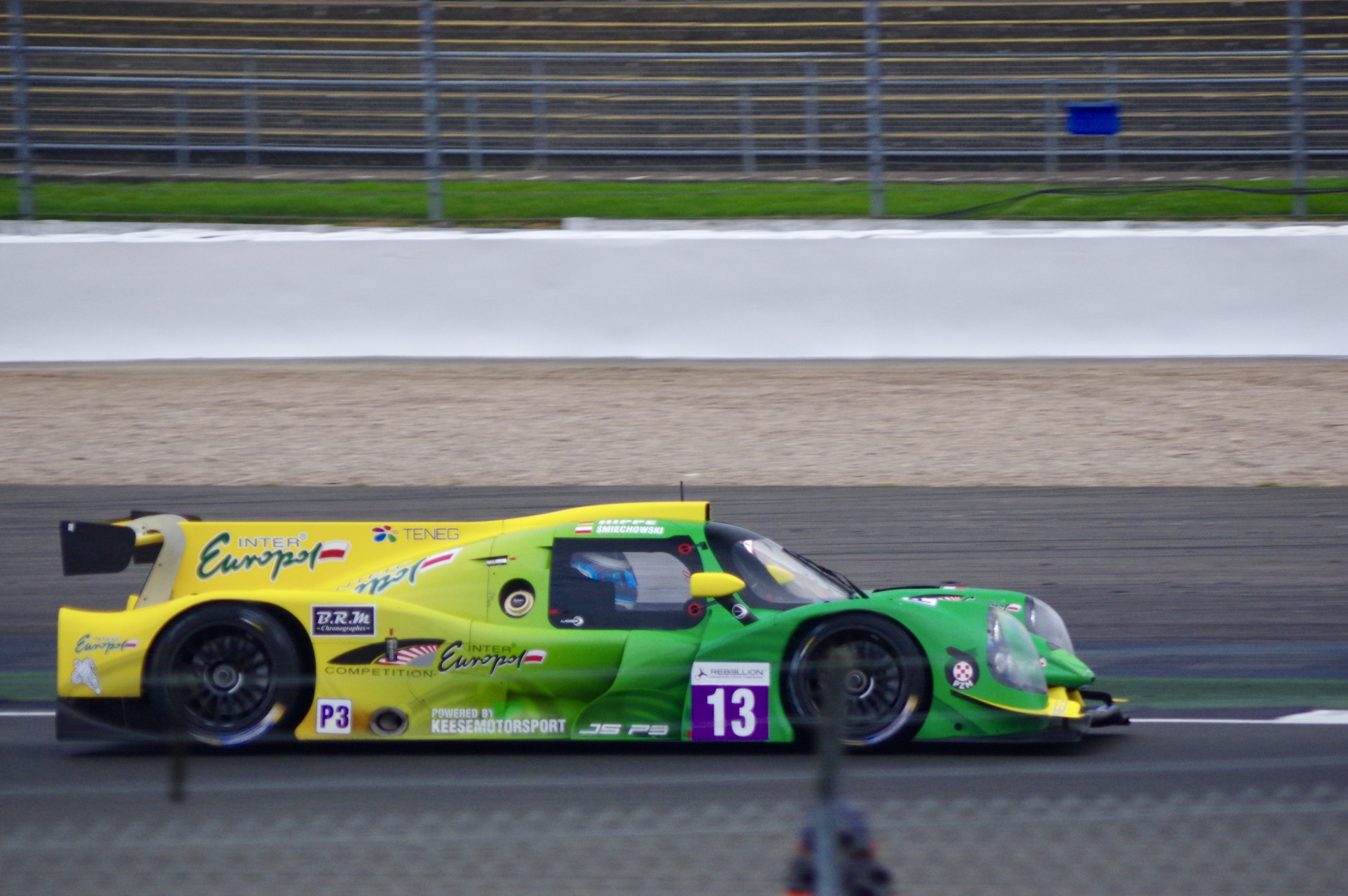
Ligier JSP3 zespołu Inter Europol Competition podczas wyścigu 4 Hours of Silverstone w sezonie 2017

W swoim drugim sezonie w wyścigach długodystansowych Inter Europol Competition wystawił w klasie LMP3 serii European Le Mans Series jeden samochód Ligier JS P3, oznaczony numerem 13. Jensa Petersena zastąpił Martin Hippe, który począwszy od 2017 roku okazał się być stałym kierowcą zespołu w klasie LMP3 serii ELMS. W wyścigu 4 Hours of Castellet kierowcy zespołu po raz pierwszy stanęli na podium, a w klasyfikacji generalnej klasy LMP3 zajęli ostatecznie piąte miejsce. Zespół wziął również udział w serii V de V Endurance Series, w której odniósł końcowy triumf. Za kierownicą samochodu z numerem 22 zasiedli Jakub Śmiechowski i Hendrik Still, zaś najlepszy z kierowców samochodu numer 33, Paul Scheuschner, ukończył sezon na ósmym miejscu.

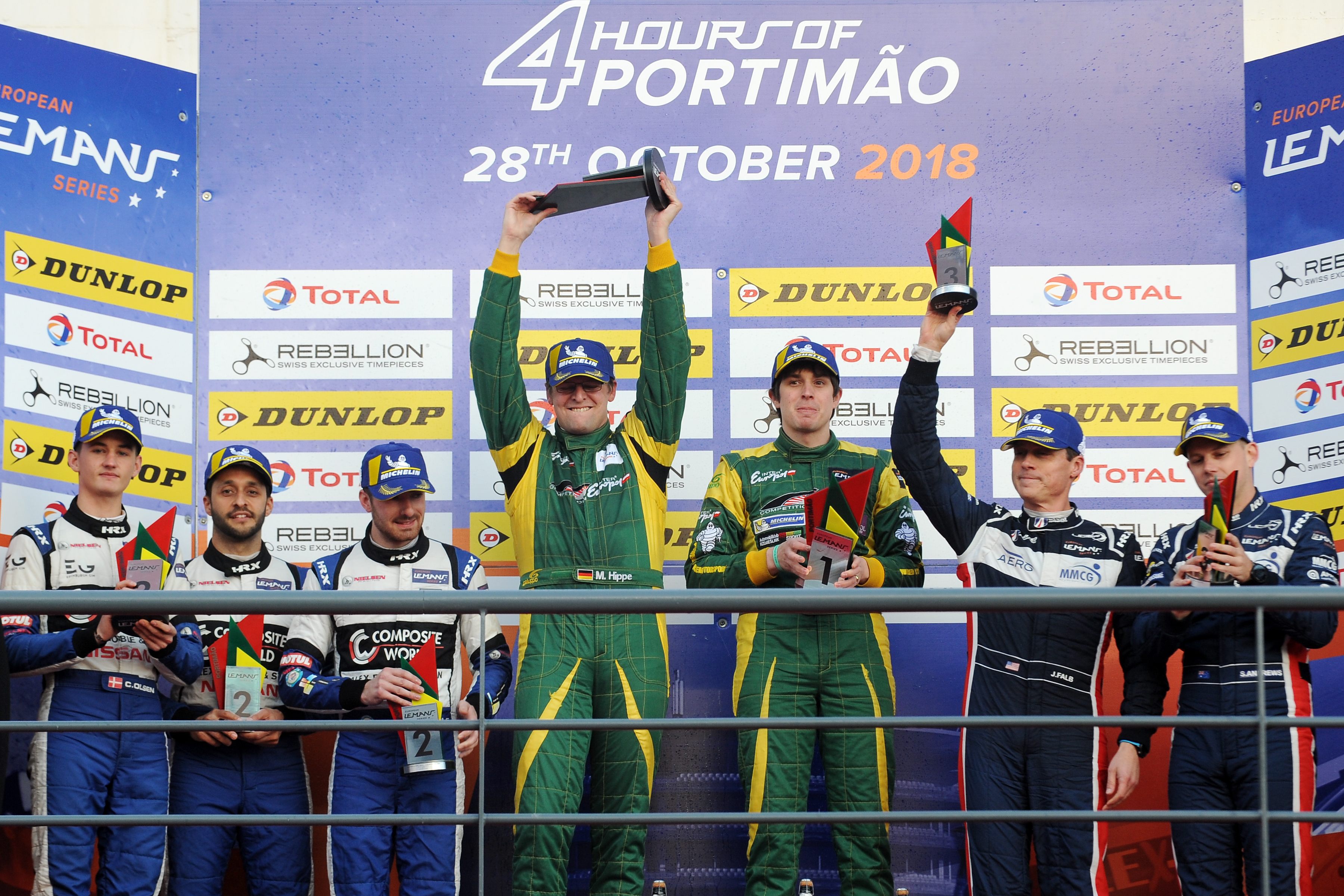
Martin Hippe i Jakub Śmiechowski za kierownicą samochodu Ligier JS P3 wygrali wyścig 4 Hours of Portimão 2018 i zapewnili sobie tytuł wicemistrzów serii ELMS w klasie LMP3

W roku 2018 Inter Europol Competition ponownie wziął udział w klasie LMP3 w European Le Mans Series, po raz pierwszy wystawiając w serii dwa samochody. Sezon 2018 okazał się być przełomowy dla samochodu numer 13; Martin Hippe i Jakub Śmiechowski wygrali wyścig 4 Hours of Portimão oraz zajęli trzecie miejsce w 4 Hours of Red Bull Ring, dzięki czemu zajęli drugie miejskie w klasyfikacji końcowej serii w klasie LMP3.  Załoga drugiego samochodu zespołu, jeżdżącego z numerem 14, ulegała częstym zmianom personalnym w trakcie sezonu; ostatecznie samochód ten został sklasyfikowany na 15 miejscu w klasyfikacji generalnej. Inter Europol Competition po raz ostatni wziął też udział w serii V de V, zajmując w klasyfikacji końcowej miejsca trzecie (Paul Scheuschner w samochodzie numer 33) oraz piąte (Jakub Śmiechowski i Pontus Fredriksson w samochodzie numer 22). W pierwszych latach startów w wyścigach długodystansowych Inter Europol Competition występował również w serii BOSS GP, jednak już bez Jakuba Śmiechowskiego za kierownicą. Najlepszym wynikiem w klasyfikacji generalnej było czwarte miejsce Waltera Sedinga w sezonie 2018. 

### 2019-2020: Debiuty w LMP2 i 24h Le Mans

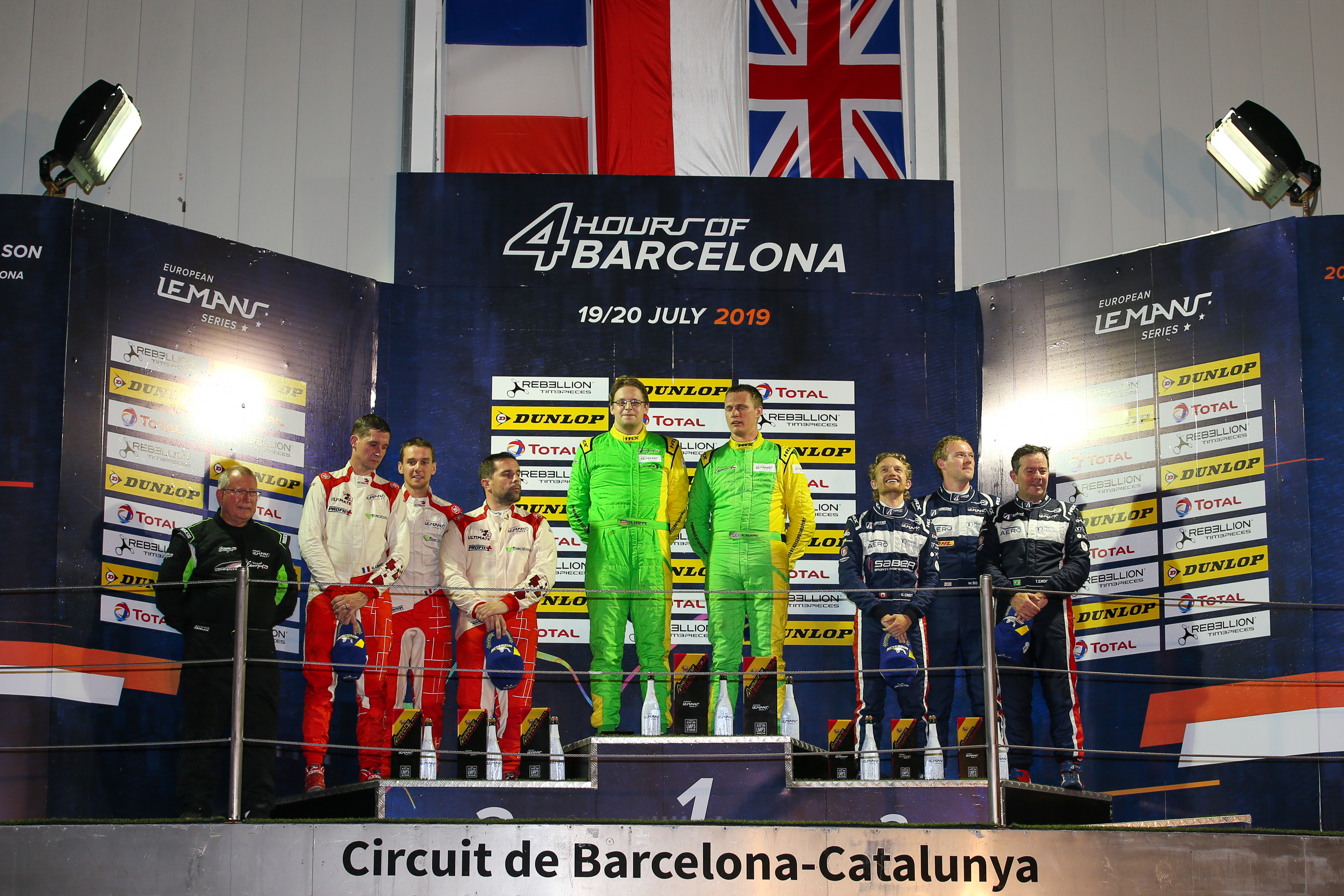
Martin Hippe i Nigel Moore na najwyższym stopniu podium 4 Hours of Barcelona 2019

W nowym sezonie 2019 Inter Europol Competition zadebiutował w serii Asian Le Mans Series. Ligiera JS P3 z numerem 13 poprowadzili ponownie Hippe i Śmiechowski. Zespół osiągnął istotny sukces, wygrywając klasyfikację generalną serii, dzięki czemu zapewnił sobie oficjalne zaproszenie na wyścig 24h Le Mans 2019 od organizatora wyścigu.
Zespół kontynuował też swoje występy w European Le Mans Series, zaliczając debiut w klasie LMP2 po zakupieniu samochodu Ligier JS P217, który został oznaczony numerem 34. W dalszym ciągu Inter Europol Competition ścigał się też w klasie LMP3 tej serii – dwoma samochodami Ligier JS P3. W klasie LMP2 zespół zaliczał słabe wyniki i po częstych zmianach w składzie załogi zajął siedemnaste miejsce w klasyfikacji końcowej. Znacznie lepsze wyniki dostarczyła załoga auta numer 13 w klasie LMP3; Hippe i Nigel Moore zapewnili zespołowi kolejne drugie miejsce w klasyfikacji generalnej i tytuł wicemistrzów klasy LMP3 - po otrzymanej karze po ostatnim wyścigu i oddalonej apelacji. Samochód numer 14 został ostatecznie sklasyfikowany na miejscu dwunastym.

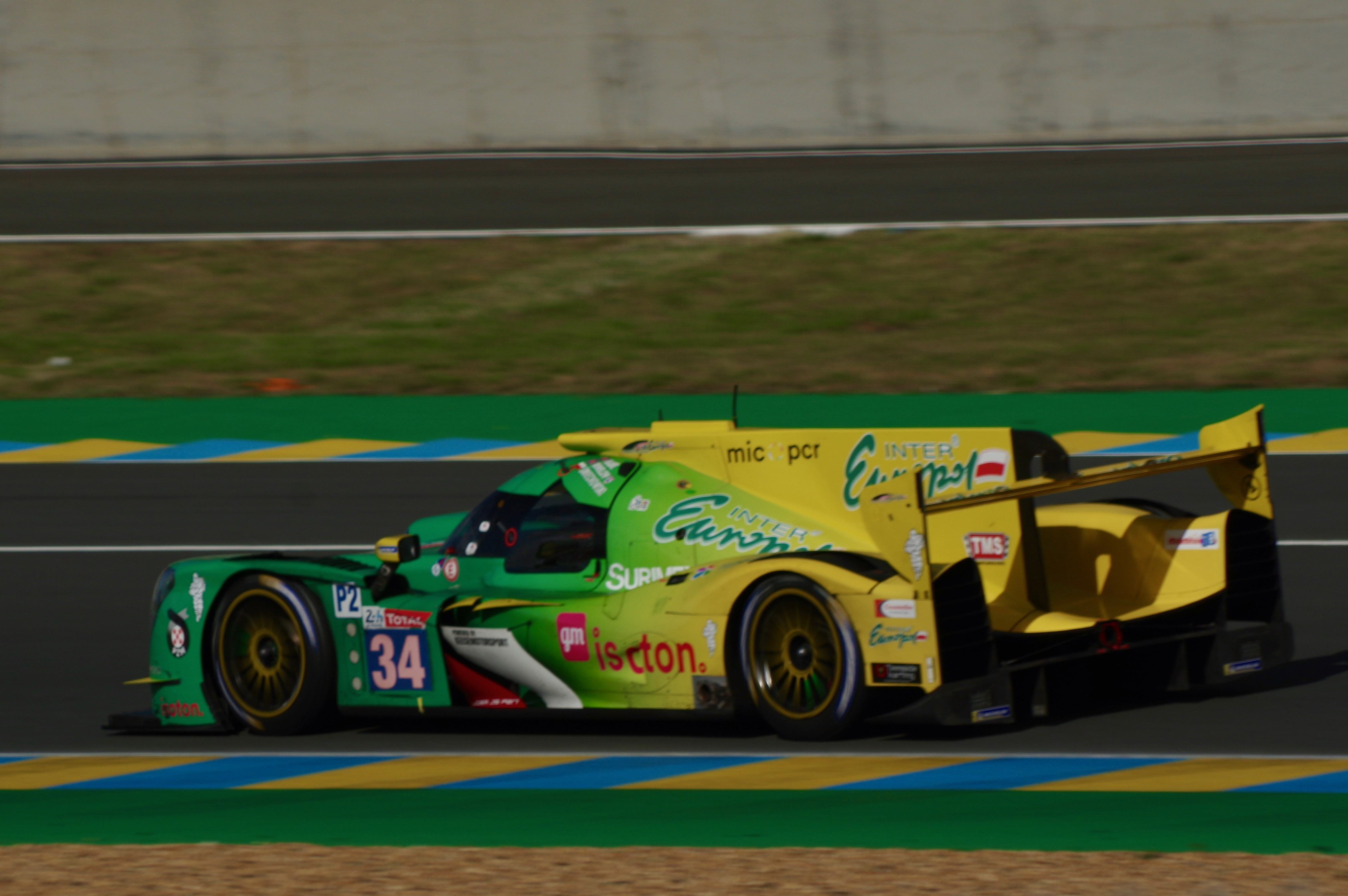
Inter Europol Competition, pierwszy polski zespół w historii wyścigu, dojechał do mety 24 h Le Mans 2019

W czerwcu Inter Europol Competition zadebiutował w wyścigu 24h Le Mans. Jakub Śmiechowski, Nigel Moore i James Winslow (który zastąpił Léo Roussela na trzy tygodnie przed wyścigiem z powodu urazu Francuza), kierując samochodem Ligier JS P217, zajęli 45 miejsce w klasyfikacji ogólnej wyścigu oraz 16 miejsce w tabeli klasy LMP2, zmagając się w jego trakcie z licznymi problemami technicznymi.
W swoim ostatnim sezonie w BOSS GP jedyny kierowca zespołu, który wziął udział we wszystkich wyścigach serii w roku 2019, Walter Steding, ukończył ją na miejscu 9.

Rok 2020 Inter Europol Competition ponownie rozpoczął startem w serii Asian Le Mans Series, zajmując w klasie LMP2 4 miejsce samochodem numer 33 i 5 miejsce autem numer 34. Zespół wystawił również jeden samochód na cały sezon serii w klasie LMP3, który ukończył sezon na trzeciej pozycji. Odpowiednio jeden i dwa wyścigi przejechały w barwach zespołu samochody numer 14 i 18.

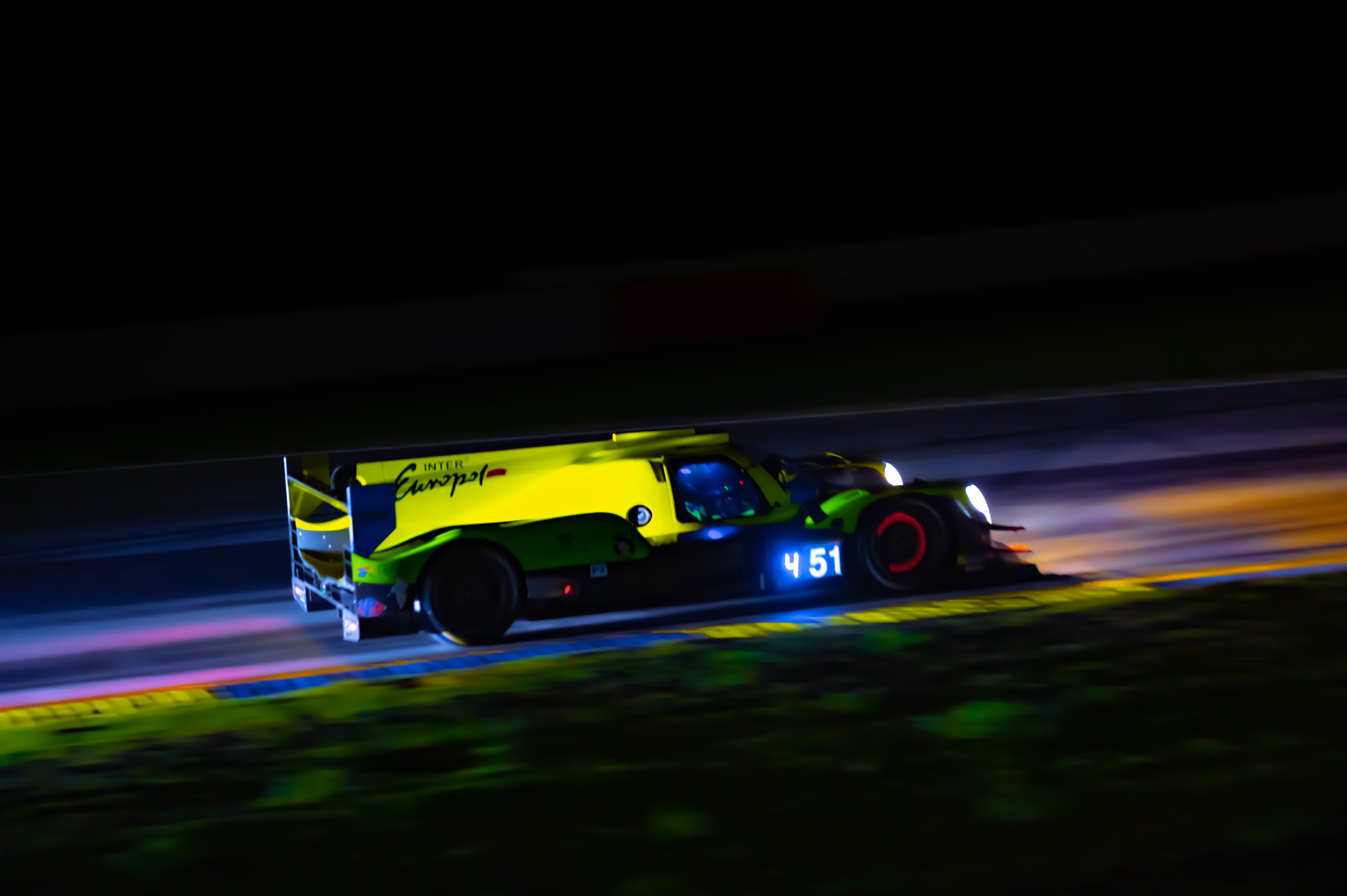
Oreca 07 zespołu Inter Europol Competition podczas wyścigu Petit Le Mans 2020

Polski zespół wziął również udział w skróconym, z tradycyjnych sześciu do pięciu wyścigów, sezonie European Le Mans Series, wystawiając po jednym samochodzie w klasach LMP2 i LMP3. Załoga samochodu LMP2 numer 34 – jedynego pojazdu marki Ligier w stawce, zdominowanej przez prototypy Oreca 07 – została gruntownie zmieniona. Jamesa Winslowa i Nigela Moore’a zastąpili Rene Binderoraz Matevos Isaakyan, którzy dołączyli do Jakuba Śmiechowskiego w serii ELMS i w wyścigu 24h Le Mans. Zawodnicy reprezentujący Inter Europol Competition w klasie LMP2 ukończyli sezon na 12 miejscu w klasyfikacji ogólnej, natomiast Hippe, Moore i Dino Lunardi zdobyli dla zespołu trzeci z rzędu tytuł wicemistrzów klasy LMP3 ELMS.
Zespół po raz drugi pojawił się na polach startowych wyścigu 24 Le Mans, ponownie zmagając się z problemami technicznymi, do których doszły błędy zespołu natury regulaminowej. Inter Europol Competition ukończył wyścig na 17 miejscu w klasie LMP2 i na 45 miejscu w klasyfikacji ogólnej.
Ostatnimi występami zespołu w roku 2020 były dwa wyścigi IMSA SportsCar Championship, w których Inter Europol po raz pierwszy wykorzystał samochód Oreca 07. Wyścig Petit Le Mans został przez nich ukończony na 3 miejscu w klasie LMP2 i na 9 miejscu w klasyfikacji generalnej, zaś 12 Hours of Sebring na czwartym miejscu w klasie i siedemnastym ogólnie.

### 2021-2023: Starty w WEC i zwycięstwo w Le Mans
W roku 2021 zespół Inter Europol Competition zadebiutował w klasie LMP2 World Endurance Championship 2021. Orekę 07 prowadzili Jakub Śmiechowski, Renger van der Zande, Alex Brundle i Louis Delétraz.. W swoich pierwszym sezonie w długodystansowych mistrzostwach świata "Turbo Piekarze" zajmowali miejsca w środku stawki, cztery z sześciu wyścigów kończąc na piątym miejscu w klasie.  Najgorszym wynikiem było 9. miejsce w 6-godzinnym wyścigu w Bahrajnie.   Pozwoliło to ekipie zakończyć swój debiutancki sezon w WEC na piątym miejscu.
Trzeci udział zespołu w wyścigu 24h Le Mans był najbardziej dotychczas udany - zespół zajął piąte miejsce w klasie LMP2 i dziesiąte w klasyfikacji generalnej. Śmiechowski, Brundle i van der Zande pokazali dobre tempo oraz uniknęli większych błędów i pecha - poza pękniętą oponą podczas przejazdu Brundle'a, niezawinioną kolizją z samochodem zespołu Racing Team India Eurasia oraz problemami z maszyną do tankowania..

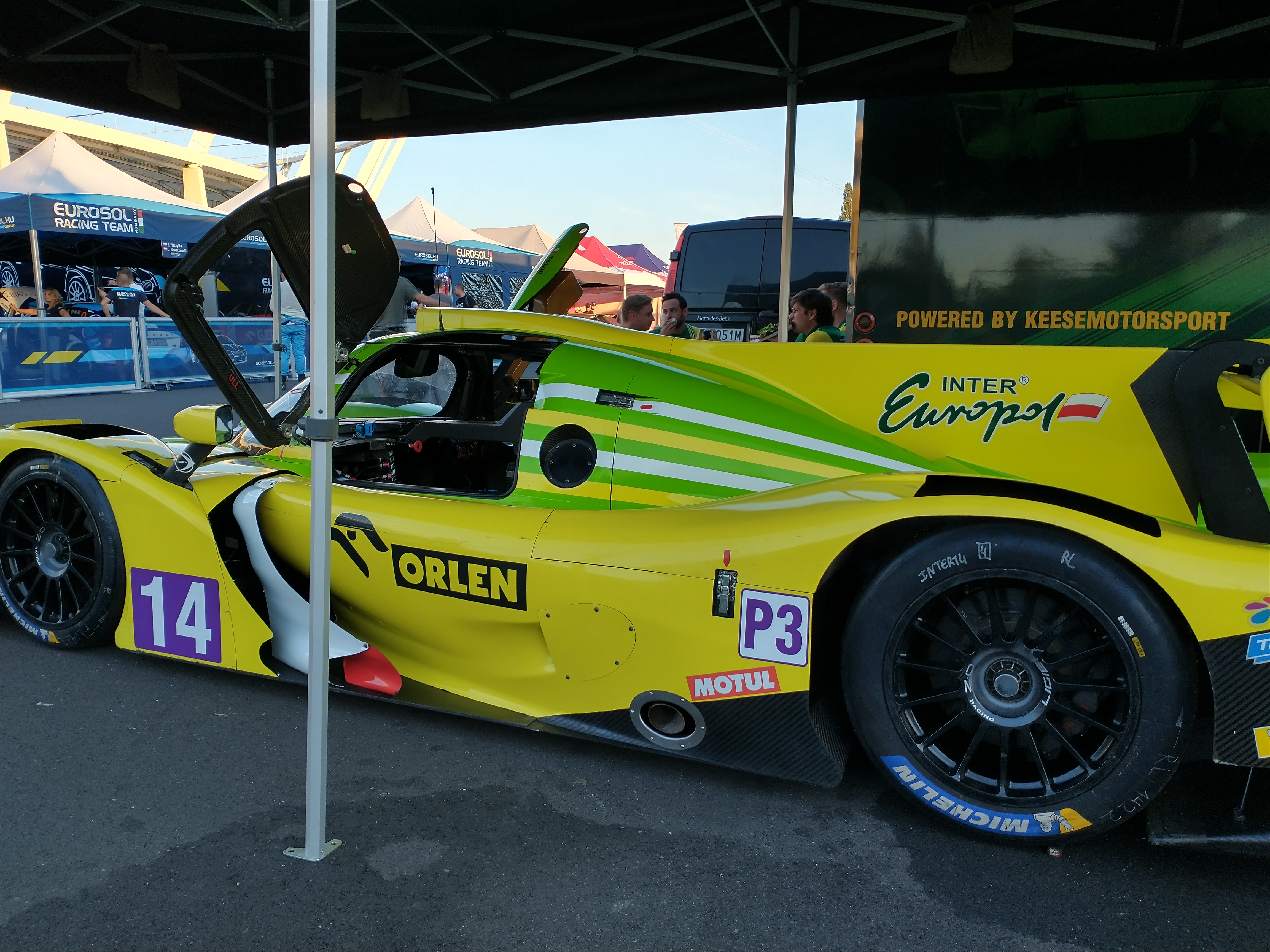
Inter Europol Competition zorganizował wydarzenie promocyjne podczas Rajdu Śląska 2021, prezentując swój samochód Ligier JS P320

Kolejną częścią programu zespołu na sezon 2021 była seria European Le Mans Series 2021, w której zespół wystawił dwa samochody Ligier JS P320 klasy LMP3. Prototyp numer 13, podobnie jak w sezonach 2018 i 2019, notował lepsze wyniki od siostrzanej załogi, zaliczając łącznie trzy podia, w tym jedno zwycięstwo - za sprawą wysiłków jeżdżącego dla zespołu od sezonu 2016 Martina Hippego, młodego Belga Ugo de Wilde oraz ich zmieniających się partnerów. Wystarczyło to do zajęcia czwartego miejsca w klasyfikacji generalnej, przede wszystkim na skutek wypadków i awarii w Le Castellet oraz Spa-Francorchamps. Załoga numer 14, dla której w trakcie sezonu jeździło łącznie 9 kierowców notowała wyniki w środku stawki ELMS, kończąc sezon na 6 miejscu w klasyfikacji generalnej.

Sezon 2022 Inter Europol Competition rozpoczął w Asian Le Mans Series, wystawiając jednego Ligiera JS P320. Zespół dysponował tempem pozwalającym na wygrywanie wyścigów, jednak na skutek nagłej, wymuszonej zmiany w składzie, problemów technicznych oraz błędów kierowców ukończył serię na siódmej pozycji w klasyfikacji generalnej.

Zespół wystawił dwa samochody w 24 h Le Mans w 2022 roku, z których jeden wziął udział w pełnym sezonie WEC

Na dalszy ciąg sezonu zespół rozszerzył swój program, na który złożyły się po jednym samochodzie LMP2 w World Endurance Championship oraz European Le Mans Series, jak również dwa samochody LMP3 w ELMS. 
Sezon WEC 2022 był bardzo nieudany. W każdym wyścigu, poza 6 Hours of Monza, Inter Europol Competition zmagał się z różnego rodzaju problemami - błędami kierowców,  problemami technicznymi i brakiem tempa, co zaowocowało zdobyciem tylko 20 punktów i 11. miejscem w klasyfikacji generalnej.
Wyścig 24h Le Mans również nie przyniósł sukcesu; samochody IEC przekroczyły linię mety na 13-tym (numer 34) i 14-tym (numer 43) miejscu. Samochód WEC zmagał się z problemami z prędkością maksymalną, jak również z innymi trudnościami. Prototyp numer 43 (wypożyczony od zespołu Dragonspeed, jako że zamówiony nowy model nie mógł zostać dostarczony przez Orekę na czas z uwagi na światowe zakłócenia w łańcuchu dostaw) dysponował lepszym tempem i aż do wczesnego ranka pozostawał w drugiej połowie czołowej dziesiątki, kiedy to awaria cewki zapłonowej spowodowała konieczność zjazdu do garażu na naprawę. Wyeliminowało to zespół z walki o podium. Głównymi przyczynami słabej dyspozycji zespołu było nagłe odejście dyrektora technicznego zespołu, konieczność restrukturyzacji ekipy i znaczna rotacja wśród personelu.
Występy w ELMS przyniosły lepsze wyniki. Samochód LMP2 w drugiej połowie sezonu znacząco przyspieszył, co okazało się być zapowiedzią kolejnych sezonów; załoga uplasowała się na 2 miejscu na Spa-Francorchamps po starcie z samego końca stawki oraz na 4 miejscu w finale sezonu na torze w Portimao, kończąc sezon na 8 miejscu. Dramatyczny przebieg miał sezon samochodu #13 w klasie LMP3, rozpoczynając się od dyskwalifikacji, następnie przynosząc trzy zwycięstwa z rzędu na Monzy, Circuit de Catalunya i Spa-Francorchamps, a kończąc utratą mistrzostwa na godzinę przed metą 4 Hours of Portimao - w wyniku kolizji Nico Pino z Mathiasem Beche i będącego tego skutkiem uszkodzenia zawieszenia, które najpierw spowodowało istotny spadek tempa, by wreszcie na 12 minut przed końcem wyścigu i sezonu ostatecznie wyeliminować samochód z wyścigu. Samochód numer 14 zajął zaś ostatnie, 13 miejsce w klasyfikacji generalnej, głównie na skutek wolnych przejazdów i licznych błędów Jamesa Daysona.

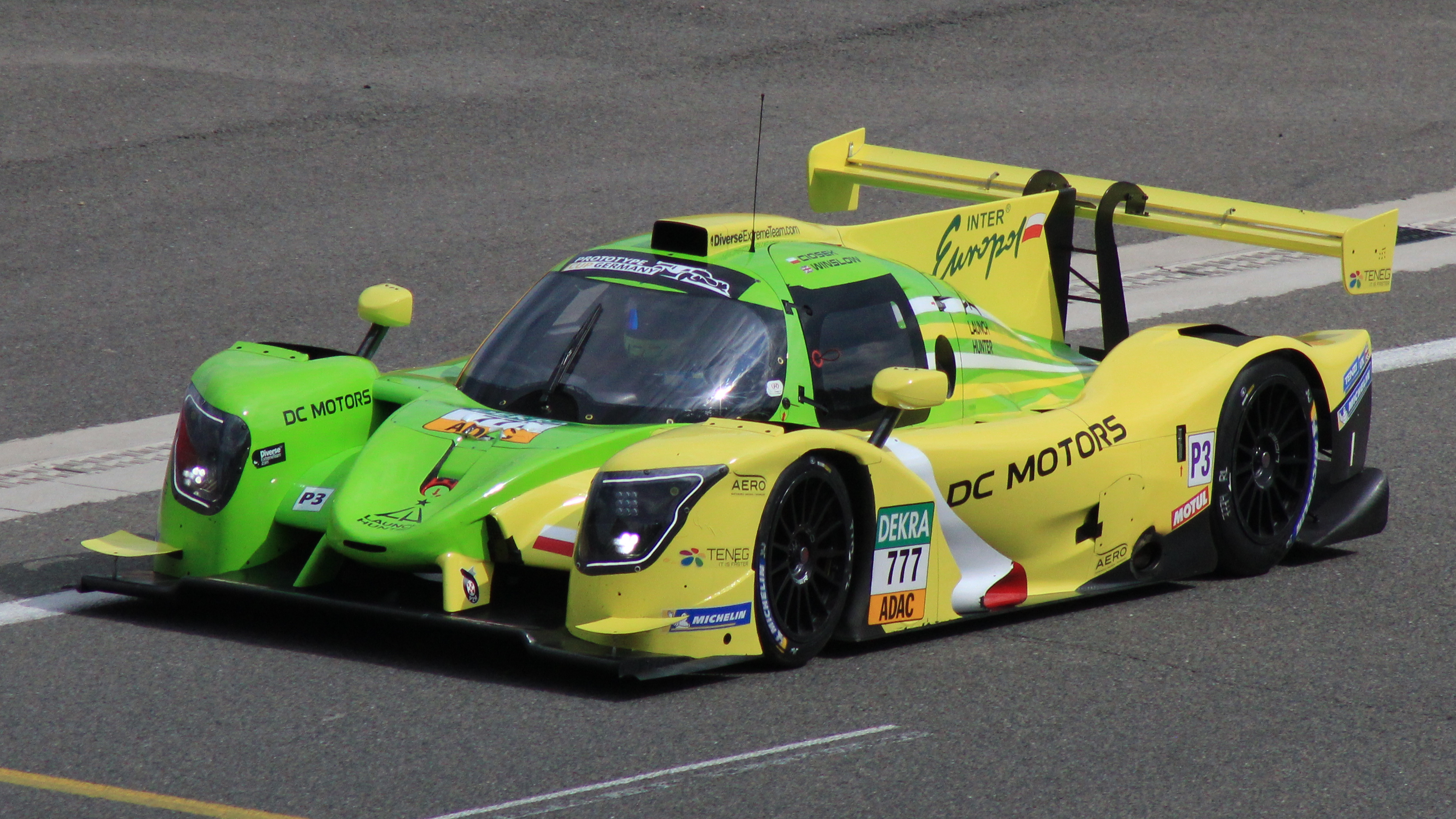
Gościnny start w nowej serii Prototype Cup Germany przyniósł zespołowi drugie miejsce

Ostatnim elementem działań zespołu w 2022 roku był gościnny start w nowej serii Prototype Cup Germany - z jednym samochodem LMP3, prowadzonym przez powracającego do zespołu Jamesa Winslowa i debiutującego w sportach motorowych Damiana Cioska. Winslow i Ciosek zajęli podczas weekendu na Spa-Francorchamps 6 i 2 miejsce.

W sezonie 2023 zespół wystartował w 24h Le Mans,  FIA World Endurance Championship 2023,  European Le Mans Series, Asian Le Mans Series oraz Le Mans Cup, wystawiając w nich odpowiednio dwa, jeden, dwa, cztery i trzy samochody.
Sezon rozpoczął się od startu czterema samochodami w Asian Le Mans Series. Samochód LMP2 był bardzo szybki przez cały sezon, a jednym z najważniejszych tego powodów było tempo Nolana Siegela. Jednak dwie awarie mechaniczne w ostatnich minutach pierwszego i ostatniego wyścigu, kiedy Siegel był odpowiednio na trzecim i pierwszym miejscu, pozbawiły zespół mistrzostwa. Załogi LMP3 zajęły 7-me, 12-ste i 15-ste (ostatnie) miejsce  w klasyfikacji generalnej.

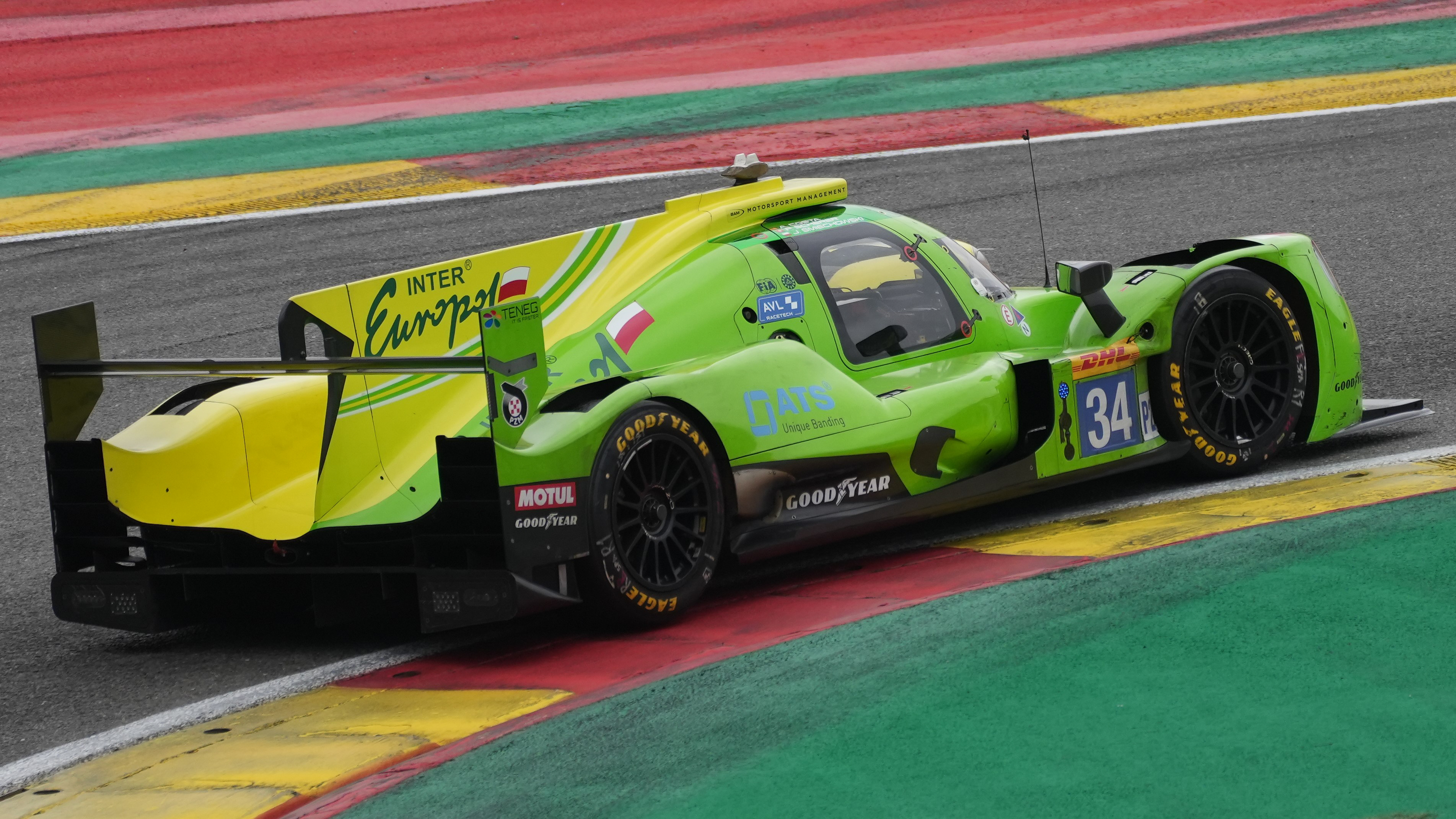
Zespół po raz pierwszy stanął na podium WEC dzięki trzeciemu miejscu w 6 Hours of Spa-Francorchamps 2023

Sezon WEC zakończył się dla Jakuba Śmiechowskiego, Alberta Costy i Fabio Scherera zdobyciem 114 punktów. Pozwoliło to ekipie na ukończenie sezonu na drugim miejscu w klasyfikacji generalnej. W taki sposób zespół zakończył swoje trzyletnie występy w WEC, w związku z usunięciem z tej serii (za wyjątkiem 24h Le Mans) klasy LMP2 wobec rozwoju kategorii Hypercar.

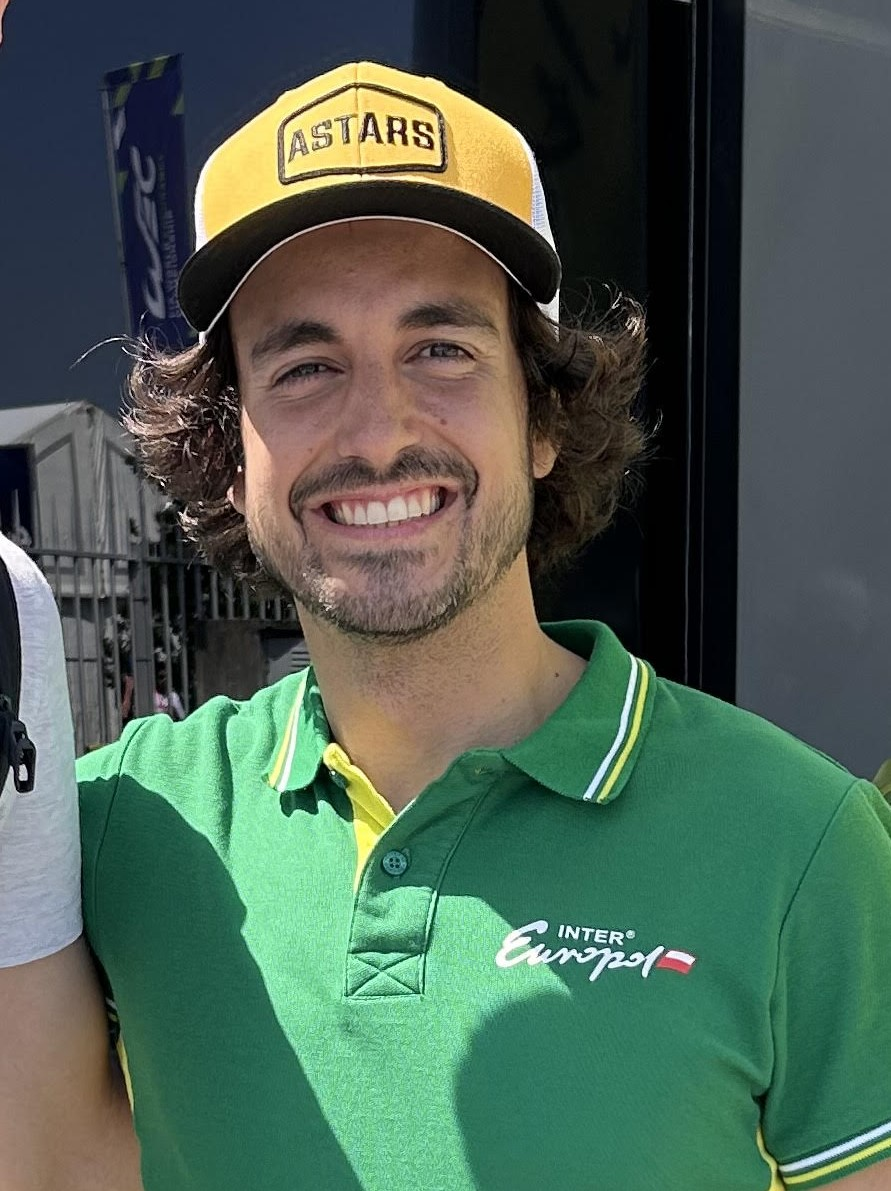
Hiszpan Albert Costa Balboa, który dołączył do zespołu na sezon 2023 po rozwiązaniu kontraktu z Lamborghini, był najszybszym kierowcą zespołu

Największym osiągnięciem zespołu do dzisiaj pozostaje zwycięskie 24h Le Mans 2023. Zespół ponownie wystawił dwa samochody - samochód startujący w pełnym sezonie WEC oraz auto oznaczone numerem 32, którego załogę stworzyli Jan Magnussen, Anders Fjordbach oraz kierowca-amator Mark Kvamme (załoga wystartowała w podklasie Pro-am). Załoga drugiego samochodu zakończyła udział w wyścigu w nocy po wypadku Magnussena.

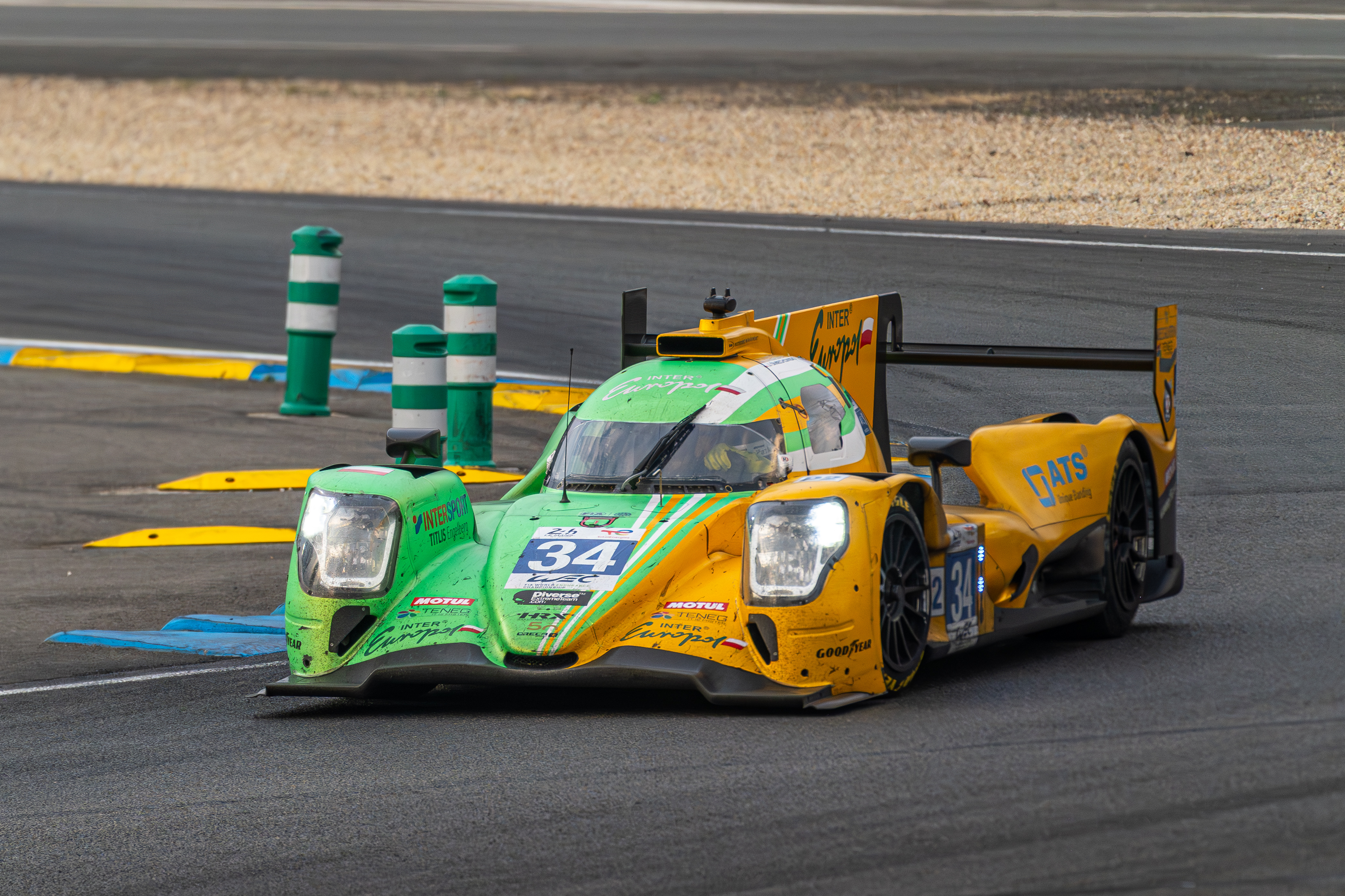
Inter Europol Competition w drodze po wygraną w 24h Le Mans 2023

Śmiechowski, Scherer i Costa zaprezentowali tempo, które drugi na mecie Robert Kubica określił jako "w swojej lidze" oraz uniknęli błędów, poza drobnym wyjazdem Costy poza tor w nawrocie Mulsanne w ostatnich godzinach wyścigu oraz naruszeniem zasad dotyczących samochodu bezpieczeństwa, za które zespół musiał odbyć karę przejazdu przez boksy. Szeroki rozgłos zdobył wyczyn Scherera, który został uderzony w nogę przy wysiadaniu z auta przez samochód Corvette Racing w pierwszej godzinie wyścigu, w wyniku czego doznał złamania trzech kości śródstopia, urazu więzadła i pięty. Po otoczeniu opieką przez fizjoterapeutów zespołu Szwajcar zachował dobre tempo i spędził za kierownicą Oreki 07 ponad 8 godzin, pomimo konieczności zmiany metody hamowania oraz poruszania się na jednej nodze podczas wsiadania i wysiadania z samochodu. W końcówce wyścigu Scherer musiał również poradzić sobie z awarią radia. Duży postęp zaliczył Jakub Śmiechowski, który zaprezentował tempo jakościowego kierowcy o srebrnej kategorii, a Albert Costa jak zazwyczaj osiągał najlepsze czasy spośród członków załogi.
Po wyścigu rywale zespołu, w tym zwłaszcza kierowca drugiego na mecie samochodu, Louis Delétraz, oskarżyli zespół o naruszenie regulaminu technicznego, wskazując na krótkie czasy tankowania, niskie zużycie paliwa oraz duże przyspieszenie samochodu. Po trwających ponad miesiąc badaniach organizatorzy oficjalnie potwierdzili wyniki wyścigu na podstawie raportu delegatów technicznych FIA oraz ACO, którzy "po głębokiej analizie" podali, że wszystkie samochody biorące udział w wyścigu - w tym Oreca polskiego zespołu - odpowiadały wymogom regulaminowym.
Sezon ELMS nie okazał się udany dla IEC. W klasie LMP2 awaria skrzyni biegów w pierwszym wyścigu okazała się być prognostykiem całego sezonu, podczas którego Jonathan Aberdein, Rui Andrade i Olli Caldwell zaliczyli tylko jedno podium w siedmiozespołowej stawce. Kierowcy prezentowali z reguł przeciętne tempo, jak również popełniali błędy, a w Aragon wycofali się z wyścigu po niezawinionej kolizji. Od lepszej strony zespół pokazał się w klasie LMP3, której sezon zakończył na czwartym miejscu w klasyfikacji generalnej, zdobywając dwa drugie miejsca. Kierowcom Ligiera JS P320 brakowało również szczęścia – nieukończenie dwóch wyścigów, w Aragón i Algarve, spowodowane było awariami samochodu.
Debiutancki sezon w Le Mans Cup wszystkie trzy załogi zespołu zakończyły na ostatnich miejscach w klasyfikacji generalnej. Najlepiej i najrówniej prezentowali się kierowcy auta numer 15, Bryson Morris i Chris Short, zaś Santiago Concepción Serrano i Ben Stone z Ligiera numer 13 nie ukończyli aż 5 na 7 wyścigów sezonu.

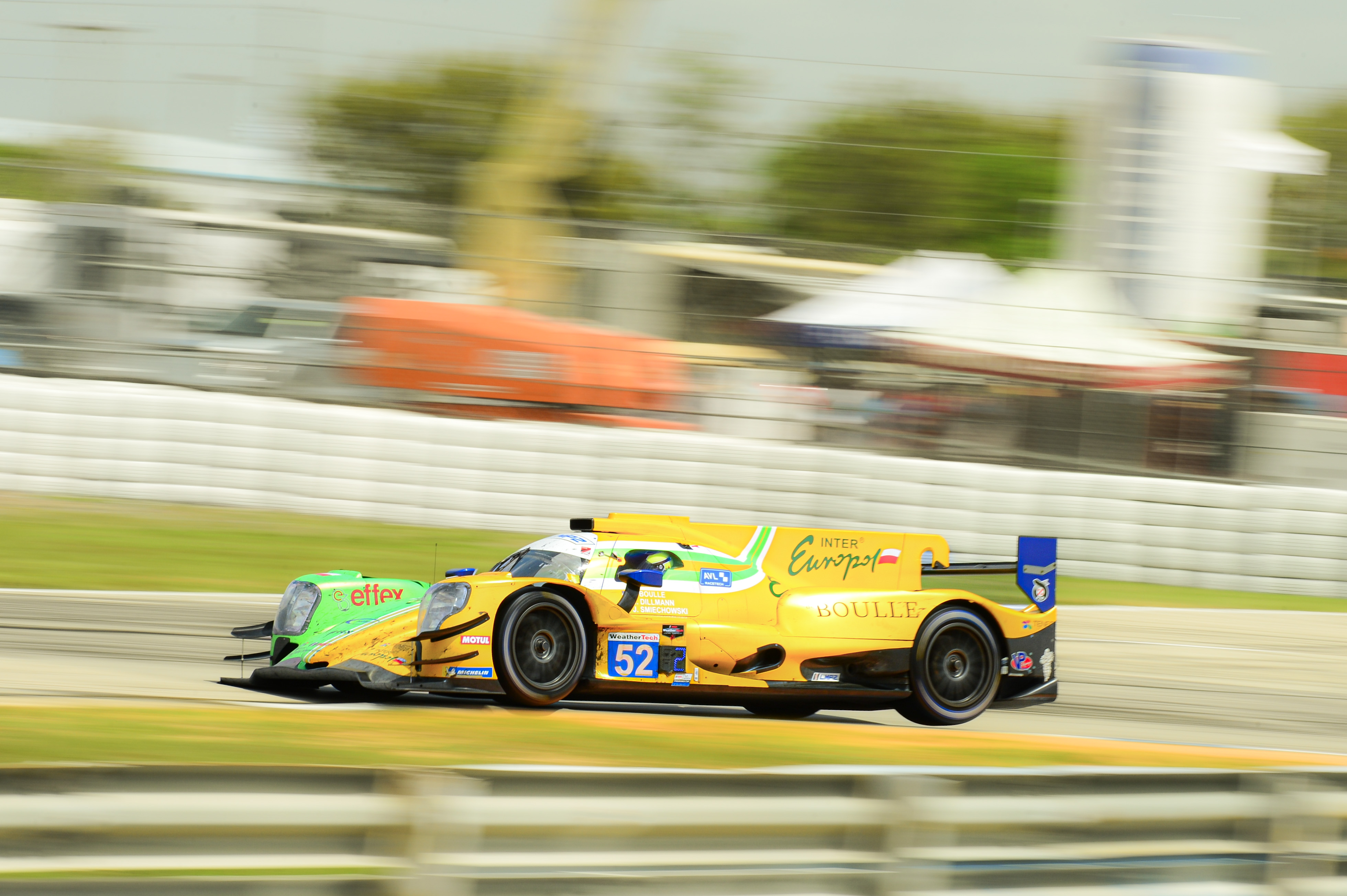
Inter Europol Competition, we współpracy z amerykańskim zespołem PR1/Mathiasen, zdobył mistrzostwo serii IMSA Sportscar Championship w swoim debiutanckim sezonie

### 2024-: Pozostając w czołówce
Program Inter Europol Competition na sezon 2024 objął 24h Le Mans – z jednym samochodem LMP2, IMSA SportsCar Championship z jednym zgłoszeniem w klasie LMP2, European Le Mans Series – z dwoma LMP2 i jednym LMP3 oraz Le Mans Cup – z dwoma samochodami w klasie LMP3.
W nowej dla siebie serii IMSA szefostwo zespołu zdecydowało się na podjęcie współpracy z amerykańską ekipę PR1 Mathiasen, argumentując to brakiem znajomości specyfiki wyścigów samochodów w USA oraz kwestiami logistycznymi. Po stronie PR1 pozostała między innymi bieżąca obsługa samochodu, zaś inżynierowie nad nim pracujący pochodzili z obu zespołów. Dobór kierowców – w tym amerykańskiego właściciela firmy jubilerskiej Nicka Boulle’a, Toma Dillmanna i Jakuba Śmiechowskiego – należał do zespołu z Polski. Występy zespołu przyniosły im tytuł mistrzów serii IMSA w klasie LMP2 w debiutanckim sezonie. Zwycięstwo na Canadian Tire Motorsport Park, podia w Watkins Glen i Indianapolis oraz ogólnie równa jazda Inter Europol by PR1/Mathiasen, z siódmym miejscem na torze Road America jako najgorszym wynikiem sezonu, nie tylko przyniosły polsko-amerykańskiemu projektowi mistrzostwo serii, ale także zaproszenie dla brązowego kierowcy zespołu Nicka Boulle'a na 24h Le Mans 2025.

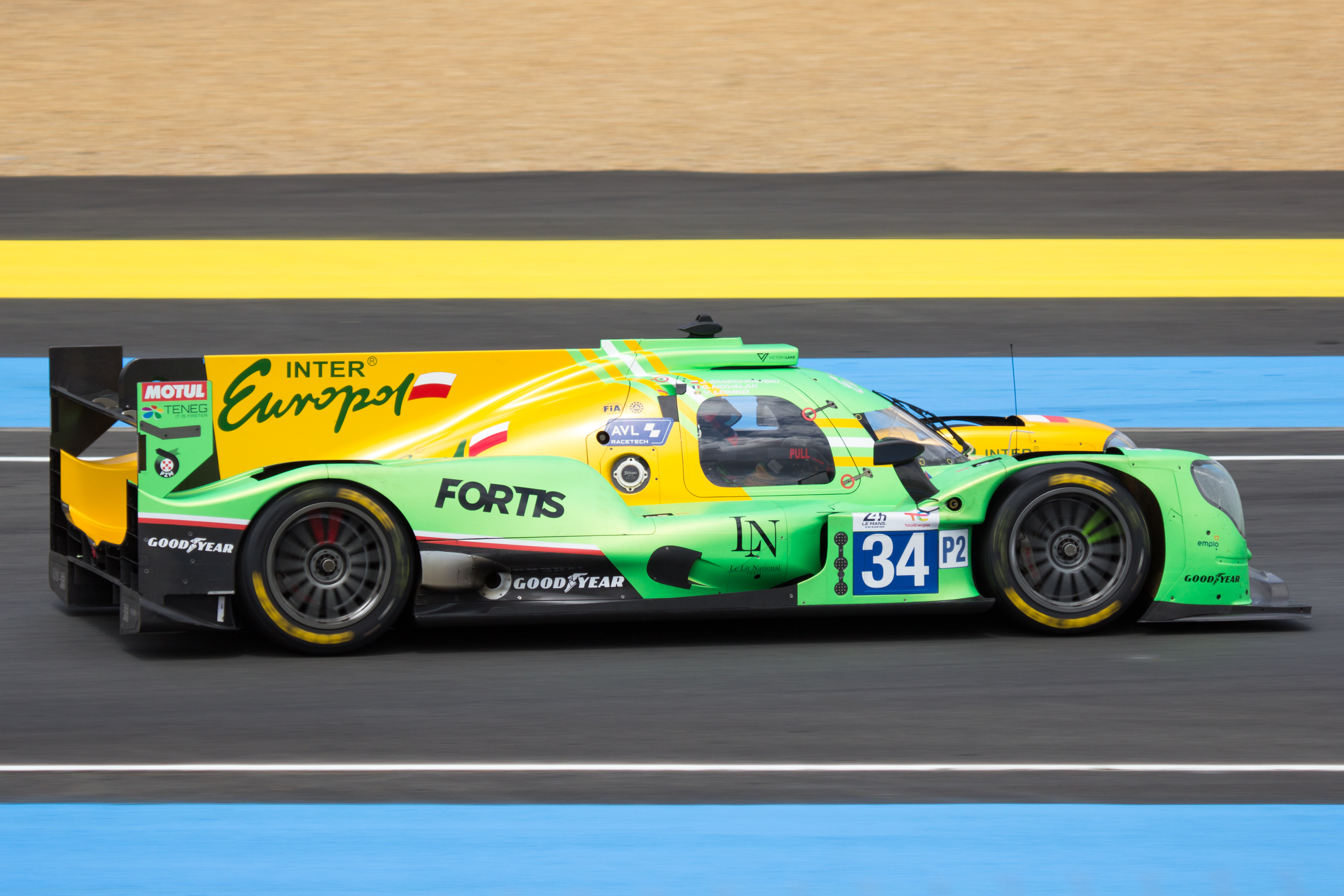
Zespół zajął drugie miejsce w 24h Le Mans 2024

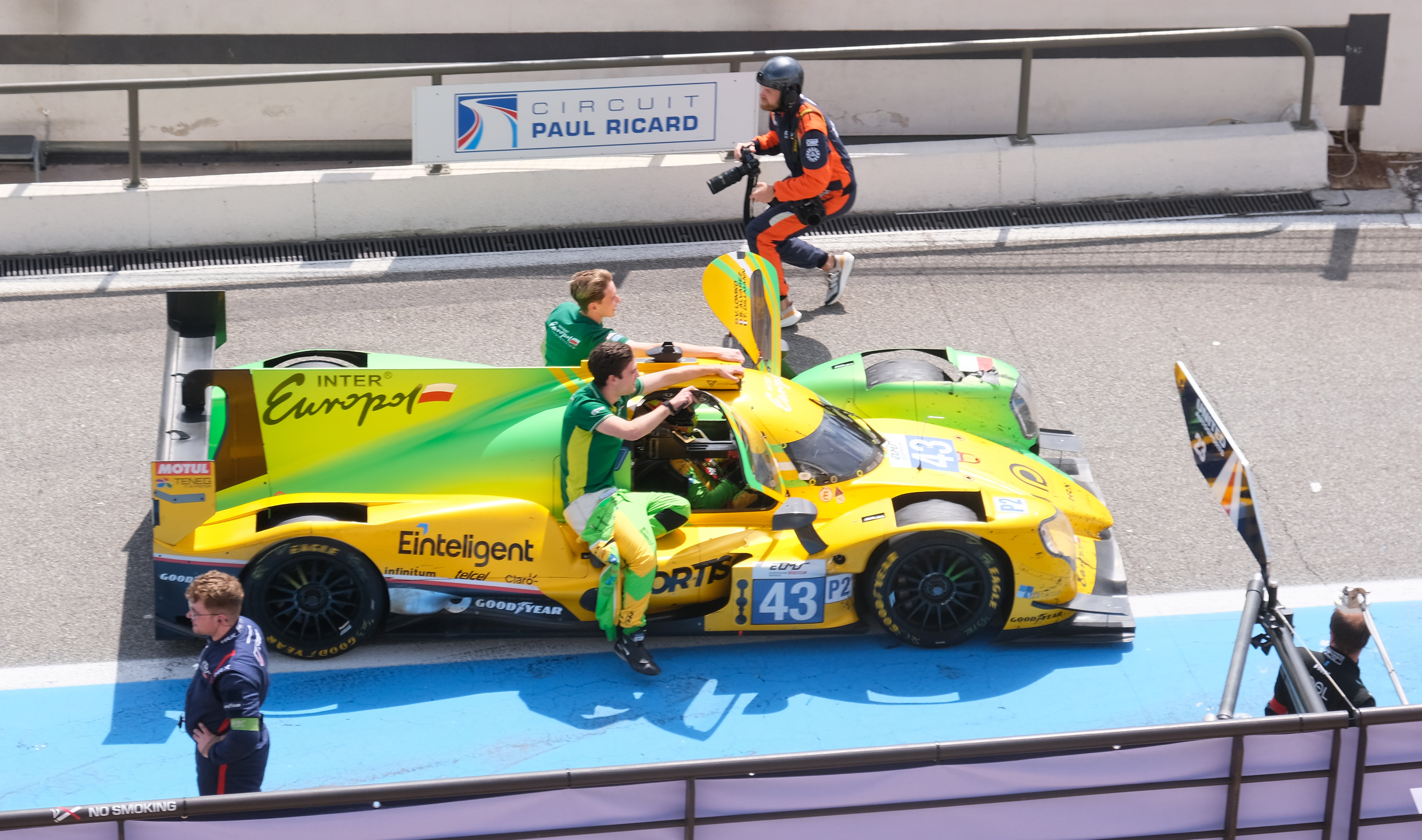
Alvarez, Dillmann i Łomko wygrali 4h Le Castellet, co było pierwszym zwycięstwem zespołu w ELMS w klasie LMP2 i ostatecznie przyniosło wicemistrzostwo serii

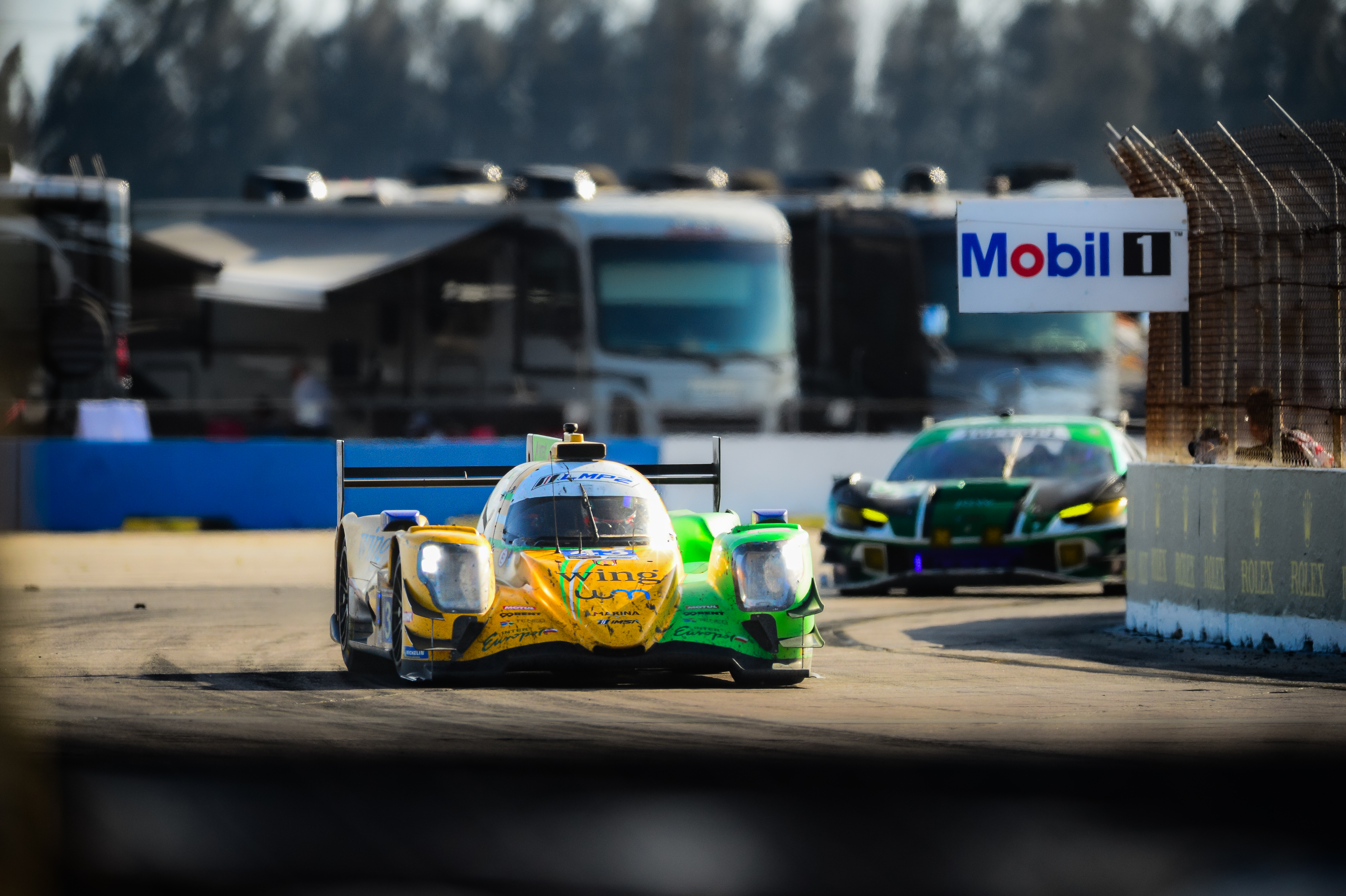
Inter Europol Competition odniósł zwycięstwo w 12 Hours of Sebring 2025

W 92. edycji 24-godzinnego wyścigu w Le Mans zespół był bardzo bliski obrony zeszłorocznego zwycięstwa. Śmiechowski, Władisław Łomko i Clément Novalak zajęli drugie miejsce, 18 sekund za zwycięzcami z United Autosports..  W ostatnich godzinach wyścigu różnice między czołową szóstką klasy LMP2 pozostawały bardzo małe, a Łomko i Novalak kilkakrotnie wychodzili na prowadzenie; ostatecznie Francuz doprowadził samochód do mety na drugiej pozycji.
Europejska część programu poszła "Turbo Piekarzom" niemal równie dobrze. Zwycięstwo w dramatycznym wyścigu na torze Paul Ricard, po utracie szansy na dublet na 20 minut przed metą,  okazało się jedynym w sezonie, ale podobnie jak w IMSA równa forma (siódme miejsce również w tej serii było najgorszym wynikiem) była kluczowym czynnikiem na drodze do drugiej pozycji w klasyfikacji generalnej dla Dillmanna, Łomko i Sebastiána Álvareza. Ostatni wyścig sezonu w Portimao załoga ukończyła na czwartym miejscu, po zamieszaniu związanym z nałożoną i cofniętą już po jej odbyciu karą 10 sekund.. Kierujący Oreką 07 numer 34 Luca Ghiotto, Oliver Gray i Novalak uplasowali się na siódmym miejscu w klasyfikacji generalnej, zaliczając jedno podium na torze Mugello. Samochód LMP3 podobnie jak #34 zaliczył jedno podium w sezonie, co przyniosło dziewiąte, przedostatnie, miejsce w klasyfikacji generalnej. 

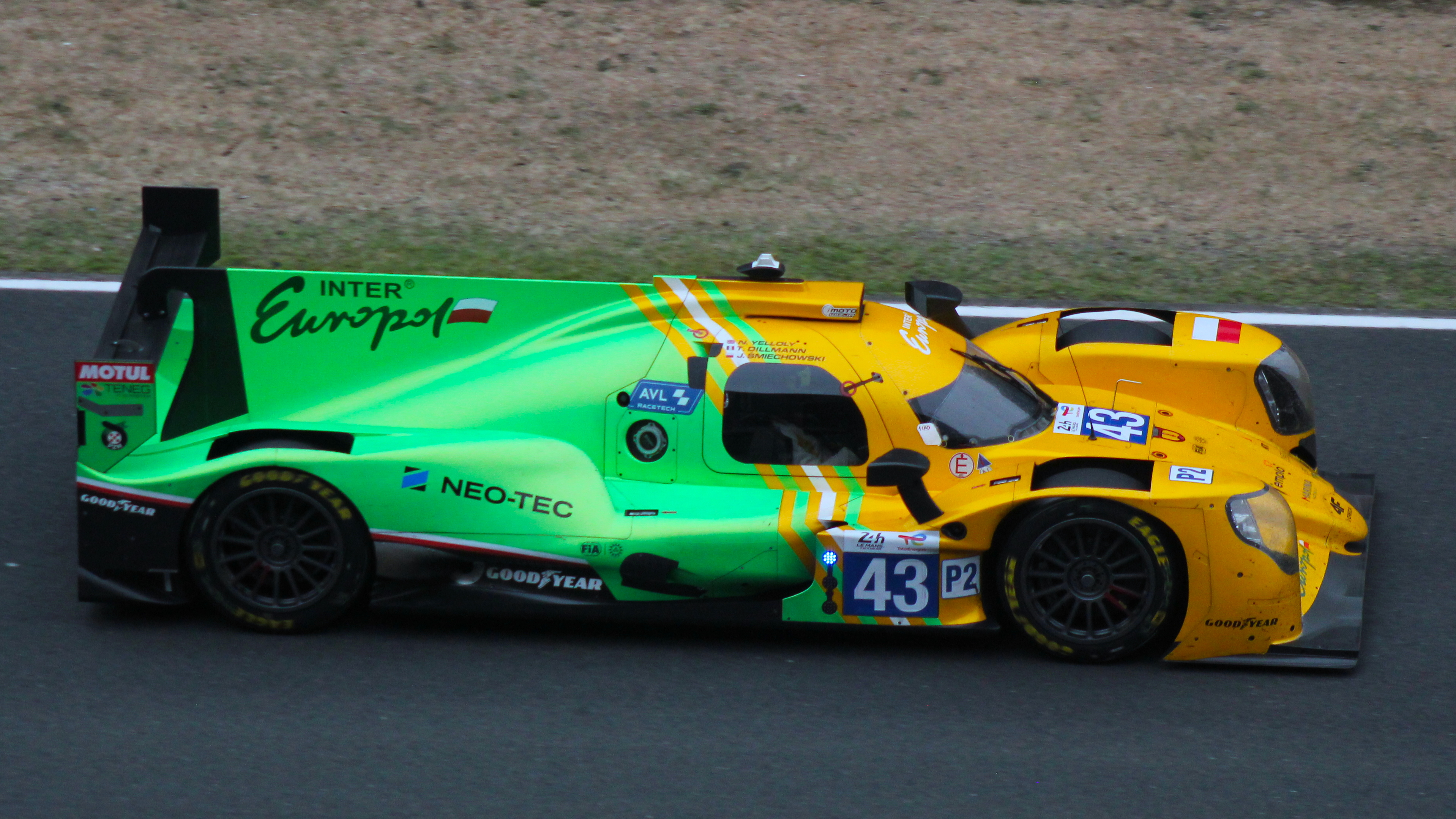
Zespół odniósł swoje drugie zwycięstwo w 24h Le Mans po trwającej cały wyścig walce z VDS Panis Racing

Drugi sezon w serii Le Mans Cup zakończył się lepszymi wynikami niż pierwszy. Aleksander Buchańcow i Rik Koen zakończyli sezon na jedenastym miejscu w klasyfikacji generalnej, zaczynając rok od trzeciego miejsca w pierwszym wyścigu, zaś Timothy Creswick, Sebastian Gravlund i Daniel Ali prezentowali z reguły słabsze tempo i ukończyli sezon na dziewiętnastym miejscu.
W 2025 roku Inter Europol Competition ponownie bierze udział w IMSA SportsCar Championship z jednym samochodem LMP2 o numerze 43 - w sposób samodzielny i po zbudowaniu nowej bazy, która powstała w Stanach Zjednoczonych. Zespół wrócił też do Asian Le Mans Series z dwoma autami LMP3, do European Le Mans Series z dwoma samochodami LMP2 i jednym LMP3 oraz do Le Mans Cup z jednym LMP3.
W czerwcu po raz kolejny na starcie wyścigu w Le Mans wystawione zostały dwa prototypy LMP2, w tym jeden w podklasie Pro-am. Śmiechowski, Dillmann i nowy kierowca zespołu Nick Yelloly wywalczyli drugie zwycięstwo i trzecie podium Inter Europolu w tym wyścigu. Samochód z numerem 43 prowadził w wyścigu od poranka, stale utrzymując nieprzekraczającą dwudziestu sekund przewagę nad autem numer 48 zespołu VDS Panis Racing. Końcówka wyścigu miała dramatyczny przebieg; na 34 minuty przed końcem na zespół nałożono karę przejazdu przez boksy, wskutek przekroczenia prędkości w alei serwisowej przez Yelloly'ego podczas poprzedniego postoju. Utracone w ten sposób prowadzenie zostało odzyskane po kolejnych kilku minutach na skutek awarii zawieszenia w samochodzie rywali. Yelloly ukończył zwycięski wyścig z przewagą blisko dwóch minut nad zespołem Panisa. Drugi samochód zespołu ukończył wyścig na piątym miejscu w podklasie Pro-Am.

## Wyniki zespołu

### 24h Le Mans
| Rok  | Uczestnik                 | Klasa       | Numer | Samochód       | Silnik              | Kierowcy                                                 | Okrążenia | Miejsce | Miejsce w klasie |
| ---- | ------------------------- | ----------- | ----- | -------------- | ------------------- | -------------------------------------------------------- | --------- | ------- | ---------------- |
| 2019 | Inter Europol Competition | LMP2        | 34    | Ligier JS P217 | Gibson GK428 4.2 V8 | Nigel Moore Jakub Śmiechowski James Winslow              | 325       | 45      | 16               |
| 2020 | Inter Europol Competition | LMP2        | 34    | Ligier JS P217 | Gibson GK428 4.2 V8 | Rene Binder Matevos Isaakyan Jakub Śmiechowski           | 316       | 42      | 17               |
| 2021 | Inter Europol Competition | LMP2        | 34    | Oreca 07       | Gibson GK428 4.2 V8 | Alex Brundle Jakub Śmiechowski Renger van der Zande      | 360       | 10      | 5                |
| 2022 | Inter Europol Competition | LMP2        | 34    | Oreca 07       | Gibson GK428 4.2 V8 | Alex Brundle Esteban Gutiérrez Jakub Śmiechowski         | 365       | 18      | 13               |
| 2022 | Inter Europol Competition | LMP2        | 43    | Oreca 07       | Gibson GK428 4.2 V8 | Pietro Fittipaldi David Heinemeier Hansson Fabio Scherer | 364       | 19      | 14               |
| 2023 | Inter Europol Competition | LMP2        | 32    | Oreca 07       | Gibson GK428 4.2 V8 | Anders Fjordbach Mark Kvamme Jan Magnussen               | 117       | DNF     | DNF              |
| 2023 | Inter Europol Competition | LMP2 Pro-am | 32    | Oreca 07       | Gibson GK428 4.2 V8 | Anders Fjordbach Mark Kvamme Jan Magnussen               | 117       | DNF     | DNF              |
| 2023 | Inter Europol Competition | LMP2        | 34    | Oreca 07       | Gibson GK428 4.2 V8 | Albert Costa Fabio Scherer Jakub Śmiechowski             | 328       | 9       | 1                |
| 2024 | Inter Europol Competition | LMP2        | 34    | Oreca 07       | Gibson GK428 4.2 V8 | Władisław Łomko Clément Novalak Jakub Śmiechowski        | 297       | 16      | 2                |
| 2025 | Inter Europol Competition | LMP2        | 34    | Oreca 07       | Gibson GK428 4.2 V8 | Nick Boulle Luca Ghiotto Jean-Baptiste Simmenauer        | 363       | 28      | 10               |
| 2025 | Inter Europol Competition | LMP2 Pro-am | 34    | Oreca 07       | Gibson GK428 4.2 V8 | Nick Boulle Luca Ghiotto Jean-Baptiste Simmenauer        | 363       | 28      | 5                |
| 2025 | Inter Europol Competition | LMP2        | 43    | Oreca 07       | Gibson GK428 4.2 V8 | Tom Dillmann Jakub Śmiechowski Nick Yelloly              | 367       | 19      | 1                |

### FIA World Endurance Championship
| Rok  | Klasa | Numer | Samochód | Silnik                | Kierowcy | 1      | 2       | 3      | 4     | 5      | 6       | 7     | Poz. | Pkt |
| ---- | ----- | ----- | -------- | --------------------- | --- | ------ | ------- | ------ | ----- | ------ | ------- | ----- | ---- | --- |
| 2021 | LMP2  | 34    | Oreca 07 | Gibson GK428 4.2 L V8 | Alex Brundle (wszystkie rundy) Jakub Śmiechowski (wszystkie rundy) Renger van der Zande (rundy 1, 3–6) Louis Delétraz (runda 2) | SPA 5  | POR 5   | MNZ 4  | LMN 5 | BAH 9  | BAH 5   |       | 5    | 84  |
| 2022 | LMP2  | 34    | Oreca 07 | Gibson GK428 4.2 L V8 | Esteban Gutiérrez (wszystkie rundy) Fabio Scherer (runda 1) Jakub Śmiechowski (wszystkie rundy) Alex Brundle (rundy 2–6)        | SEB 14 | SPA RET | LMN 13 | MNZ 4 | FUJ 11 | BAH RET |       | 11   | 20  |
| 2023 | LMP2  | 34    | Oreca 07 | Gibson GK428 4.2 L V8 | Albert Costa (wszystkie rundy) Fabio Scherer (wszystkie rundy) Jakub Śmiechowski (wszystkie rundy)                              | SEB 4  | POR 10  | SPA 3  | LMN 1 | MNZ 5  | FUJ 9   | BAH 6 | 2    | 114 |

### IMSA SportsCar Championship
| Rok  | Uczestnik                                  | Klasa | Numer | Samochód | Silnik                | Kierowcy | 1      | 2     | 3     | 4      | 5     | 6     | 7     | Poz. | Pkt   |
| ---- | ------------------------------------------ | ----- | ----- | -------- | --------------------- | --- | ------ | ----- | ----- | ------ | ----- | ----- | ----- | ---- | ----- |
| 2020 | Inter Europol Competition                  | LMP2  | 51    | Oreca 07 | Gibson GK428 4.2 L V8 | Rob Hodes (runda 5) Austin McCusker (runda 5) Jakub Śmiechowski (rundy 5, 7) Matthew Bell (runda 7) Naveen Rao (runda 7)                                     | DAY    | SEB   | RAM   | RAT    | PLM 3 | LAG   | SEB 4 | 6    | 58    |
| 2024 | Inter Europol by PR1/Mathiasen Motorsports | LMP2  | 52    | Oreca 07 | Gibson GK428 4.2 L V8 | Nick Boulle (wszystkie rundy) Tom Dillmann (wszystkie rundy) Pietro Fittipaldi (runda 1) Jakub Śmiechowski (rundy 1–3, 6–7)                                  | DAY 4  | SEB 6 | WAT 3 | MOP 1  | RAM 7 | IND 2 | PLM 4 | 1    | 2227  |
| 2025 | Inter Europol Competition                  | LMP2  | 43    | Oreca 07 | Gibson GK428 4.2 L V8 | Tom Dillmann (rundy 1–4) António Félix da Costa (runda 1) Jon Field (runda 1) Bijoy Garg (rundy 1–3) Jeremy Clarke (rundy 2–4) Connor de Phillippi (runda 5) | DAY 10 | SEB 1 | WAT 8 | MOP 10 | RAM 2 | IND   | PLM   | 4*   | 1436* |

(*) Sezon w toku.

### European Le Mans Series
| Rok  | Klasa | Numer | Samochód       | Silnik                   | Kierowcy | 1       | 2       | 3       | 4       | 5       | 6       | Poz. | Pkt   |
| ---- | ----- | ----- | -------------- | ------------------------ | --- | ------- | ------- | ------- | ------- | ------- | ------- | ---- | ----- |
| 2016 | LMP3  | 13    | Ligier JS P3   | Nissan VK50VE 5.0 L V8   | Jens Petersen (wszystkie rundy) Jakub Śmiechowski (wszystkie rundy) | SIL RET | IMO 15  | RBR RET | LEC 7   | SPA 6   | EST 5   | 10   | 24.5  |
| 2017 | LMP3  | 13    | Ligier JS P3   | Nissan VK50VE 5.0 L V8   | Martin Hippe (wszystkie rundy) Jakub Śmiechowski (wszystkie rundy) | SIL 6   | MON 6   | RBR 5   | LEC 2   | SPA 4   | POR RET | 5    | 56    |
| 2018 | LMP3  | 13    | Ligier JS P3   | Nissan VK50VE 5.0 L V8   | Martin Hippe (wszystkie rundy) Jakub Śmiechowski (wszystkie rundy) | LEC 6   | MON 4   | RBR 3   | SIL 5   | SPA 12  | POR 1   | 2    | 70.25 |
| 2018 | LMP3  | 14    | Ligier JS P3   | Nissan VK50VE 5.0 L V8   | Paul Scheuschner (wszystkie rundy) Luca Demarchi (rundy 1–5) Henning Enqvist (runda 1) Hendrik Still (rundy 2, 4) Guglielmo Belotti (runda 3) Moritz Müller-Crepon (rundy 5–6)                                                                   | LEC 12  | MON 15  | RBR 11  | SIL 13  | SPA 15  | POR 8   | 15   | 6.25  |
| 2019 | LMP2  | 34    | Ligier JS P217 | Gibson GK428 4.2 L V8    | Jakub Śmiechowski (wszystkie rundy) Léo Roussel (rundy 1–2) Dani Clos (rundy 1–3) Adrien Tambay (rundy 3–4) Lukas Dunner (runda 4) Sam Dejonghe (rundy 5–6) Mathias Beche (rundy 5–6)                                                            | LEC 15  | MON 13  | CAT RET | SIL 12  | SPA 12  | POR RET | 17   | 2     |
| 2019 | LMP3  | 13    | Ligier JS P3   | Nissan VK50VE 5.0 L V8   | Martin Hippe (wszystkie rundy) Nigel Moore (wszystkie rundy) | LEC 3   | MON 2   | CAT 1   | SIL 2   | SPA 2   | POR 11  | 2    | 94.5  |
| 2019 | LMP3  | 14    | Ligier JS P3   | Nissan VK50VE 5.0 L V8   | Paul Scheuschner (wszystkie rundy) Dino Lunardi (runda 1) Sam Dejonghe (rundy 2–4) Constantin Schöll (runda 6) | LEC 13  | MON 9   | CAT RET | SIL RET | SPA 6   | POR 7   | 12   | 16.5  |
| 2020 | LMP2  | 34    | Ligier JS P217 | Gibson GK428 4.2 L V8    | Jakub Śmiechowski (wszystkie rundy) Rene Binder (wszystkie rundy) Matevos Isaakyan (rundy 1–4) | LEC 7   | SPA 11  | LEC 6   | MON 12  | POR RET | –       | 12   | 15.5  |
| 2020 | LMP3  | 13    | Ligier JS P320 | Nissan VK56VE 5.6 L V8   | Martin Hippe (wszystkie rundy) Nigel Moore (rundy 1–3) Dino Lunardi (rundy 4–5) | LEC 2   | SPA RET | LEC 3   | MON 1   | POR 3   | –       | 2    | 73    |
| 2021 | LMP3  | 13    | Ligier JS P320 | Nissan VK56VE 5.6 L V8   | Martin Hippe (wszystkie rundy) Ugo de Wilde (wszystkie rundy) Julien Falchero (runda 1) Ulysse de Pauw (rundy 2–3) Mattia Pasini (runda 4) Aiden Read (runda 5) Adam Eteki (runda 6)                                                             | CAT 3   | RBR 4   | LEC RET | MON 3   | SPA RET | POR 1   | 4    | 67    |
| 2021 | LMP3  | 14    | Ligier JS P320 | Nissan VK56VE 5.6 L V8   | Julius Adomavičius (rundy 1, 3) Alessandro Bracalente (runda 1) Mattia Pasini (rundy 1–3, 5) Gustas Grinbergas (runda 2) Mateusz Kaprzyk (rundy 2–6) Erwin Creed (runda 4) Marius Zug (runda 4) Nico Pino (rundy 5–6) Patryk Krupiński (runda 6) | CAT 8   | RBR 5   | LEC 6   | MON 7   | SPA RET | POR 7   | 6    | 36    |
| 2022 | LMP2  | 43    | Oreca 07       | Gibson GK428 4.2 L V8    | Pietro Fittipaldi (wszystkie rundy) David Heinemeier Hansson (wszystkie rundy) Fabio Scherer (wszystkie rundy) | LEC 11  | IMO 9   | MON 11  | CAT 16  | SPA 2   | POR 4   | 8    | 32    |
| 2022 | LMP3  | 13    | Ligier JS P320 | Nissan VK56VE 5.6 L V8   | Charles Crews (wszystkie rundy) Guilherme de Oliveira (wszystkie rundy) Nico Pino (wszystkie rundy) | LEC DSQ | IMO 8   | MON 1   | CAT 1   | SPA 1   | POR RET | 2    | 79    |
| 2022 | LMP3  | 14    | Ligier JS P320 | Nissan VK56VE 5.6 L V8   | Noam Abramczyk (wszystkie rundy) James Dayson (wszystkie rundy) Mateusz Kaprzyk (wszystkie rundy) | LEC 9   | IMO RET | MON RET | CAT 10  | SPA 8   | POR 8   | 13   | 13    |
| 2023 | LMP2  | 43    | Oreca 07       | Gibson GK428 4.2 L V8    | Jonathan Aberdein (wszystkie rundy) Rui Andrade (wszystkie rundy) Olli Caldwell (wszystkie rundy) | CAT RET | LEC 3   | ARA RET | SPA RET | POR 7   | POR 4   | 7    | 33    |
| 2023 | LMP3  | 13    | Ligier JS P320 | Nissan VK56VE 5.6 L V8   | Kai Askey (wszystkie rundy) Wyatt Brichacek (wszystkie rundy) Miguel Cristóvão (wszystkie rundy) | CAT 2   | LEC 6   | ARA RET | SPA 2   | POR RET | POR 4   | 4    | 57    |
| 2024 | LMP2  | 34    | Oreca 07       | Gibson GK428 4.2 L V8    | Luca Ghiotto (wszystkie rundy) Oliver Gray (wszystkie rundy) Clément Novalak (wszystkie rundy) | CAT 8   | LEC RET | IMO 7   | SPA 4   | MUG 3   | POR 5   | 7    | 47    |
| 2024 | LMP2  | 43    | Oreca 07       | Gibson GK428 4.2 L V8    | Sebastián Álvarez (wszystkie rundy) Tom Dillmann (wszystkie rundy) Władisław Łomko (wszystkie rundy) | CAT 6   | LEC 1   | IMO 4   | SPA 2   | MUG 7   | POR 4   | 2    | 81    |
| 2024 | LMP3  | 88    | Ligier JS P320 | Nissan VK56VE 5.6 L V8   | Kai Askey (wszystkie rundy) Aleksander Buchańcow (wszystkie rundy) Pedro Perino (wszystkie rundy) | CAT 6   | LEC RET | IMO 9   | SPA 9   | MUG 3   | POR RET | 9    | 27    |
| 2025 | LMP2  | 34    | Oreca 07       | Gibson GK428 4.2 L V8    | Luca Ghiotto Pedro Perino Jean-Baptiste Simmenauer | CAT 9   | LEC 10  | IMO 6   | SPA     | SIL     | POR     | 11*  | 11*   |
| 2025 | LMP2  | 43    | Oreca 07       | Gibson GK428 4.2 L V8    | Tom Dillmann Jakub Śmiechowski Nick Yelloly | CAT 10  | LEC 2   | IMO 2   | SPA     | SIL     | POR     | 3*   | 38*   |
| 2025 | LMP3  | 88    | Ligier JS P325 | Toyota V35A-FTS 3.5 L V6 | Timothy Creswick Douwe Dedecker Reece Gold | CAT 3   | LEC 4   | IMO 7   | SPA     | SIL     | POR     | 2*   | 33*   |

(*) Sezon w toku.

### Asian Le Mans Series
| Rok     | Klasa | Numer | Samochód       | Silnik                 | Kierowcy | 1       | 2         | 3      | 4       | 5       | 6     | Poz. | Pkt |
| ------- | ----- | ----- | -------------- | ---------------------- | --- | ------- | --------- | ------ | ------- | ------- | ----- | ---- | --- |
| 2018-19 | LMP3  | 13    | Ligier JS P3   | Nissan VK50VE 5.0 L V8 | Martin Hippe (wszystkie rundy) Jakub Śmiechowski (wszystkie rundy)                                                            | SHA 1   | FUJ 2     | CHA 2  | SEP 1   |         |       | 1    | 87  |
| 2019-20 | LMP2  | 33    | Ligier JS P217 | Gibson GK428 4.2 L V8  | John Corbett (rundy 1–4) Nathan Kumar (rundy 1–4) Mitchell Neilson (rundy 1–2) Danial Frost (rundy 3–4)                       | SHA 5   | BEN 4     | SEP 6  | CHA 6   |         |       | 4    | 38  |
| 2019-20 | LMP2  | 34    | Ligier JS P217 | Gibson GK428 4.2 L V8  | Mathias Beche (wszystkie rundy) Jakub Śmiechowski (wszystkie rundy) James Winslow (wszystkie rundy)                           | SHA 4   | \|BEN RET | SEP 5  | CHA 7   |         |       | 5    | 28  |
| 2019-20 | LMP3  | 13    | Ligier JS P3   | Nissan VK50VE 5.0 L V8 | Martin Hippe (wszystkie rundy) Nigel Moore (wszystkie rundy)                                                                  | SHA 1   | BEN 2     | SEP 3  | CHA RET |         |       | 3    | 59  |
| 2019-20 | LMP3  | 14    | Ligier JS P3   | Nissan VK50VE 5.0 L V8 | Peter Paddon (runda 2) Garth Walden (runda 2) Austin McCusker (runda 2)                                                       |         | BEN 4     |        |         |         |       | 9    | 12  |
| 2019-20 | LMP3  | 18    | Ligier JS P3   | Nissan VK50VE 5.0 L V8 | Philip Kadoorie (rundy 3–4) Dan Wells (rundy 3–4)                                                                             |         |           | SEP 6  | CHA 6   |         |       | 8    | 16  |
| 2022    | LMP3  | 13    | Ligier JS P320 | Nissan VK56VE 5.6 L V8 | Aleksander Buchańcow (rundy 1–2) Guilherme de Oliveira (wszystkie rundy) Nico Pino (wszystkie rundy) James Dayson (rundy 3–4) | DUB 5   | DUB 5     | ABU 7  | ABU 5   |         |       | 7    | 36  |
| 2023    | LMP2  | 43    | Oreca 07       | Gibson GK428 4.2 L V8  | Christian Bogle (wszystkie rundy) Charles Crews (wszystkie rundy) Nolan Siegel (wszystkie rundy)                              | DUB RET | DUB 1     | ABU 4  | ABU RET |         |       | 5    | 39  |
| 2023    | LMP3  | 53    | Ligier JS P320 | Nissan VK56VE 5.6 L V8 | Kai Askey (wszystkie rundy) Wyatt Brichacek (wszystkie rundy) Miguel Cristóvão (wszystkie rundy)                              | DUB 9   | DUB RET   | ABU 9  | ABU 6   |         |       | 12   | 12  |
| 2023    | LMP3  | 63    | Ligier JS P320 | Nissan VK56VE 5.6 L V8 | Adam Ali (wszystkie rundy) James Dayson (wszystkie rundy) John Schauerman (wszystkie rundy)                                   | DUB 11  | DUB 11    | ABU 12 | ABU RET |         |       | 15   | 0   |
| 2023    | LMP3  | 73    | Ligier JS P320 | Nissan VK56VE 5.6 L V8 | Aleksander Buchańcow (wszystkie rundy) John Corbett (wszystkie rundy) James Winslow (wszystkie rundy)                         | DUB 5   | DUB 7     | ABU 10 | ABU 5   |         |       | 7    | 27  |
| 2024-25 | LMP3  | 34    | Ligier JS P320 | Nissan VK56VE 5.6 L V8 | Daniel Ali (wszystkie rundy) Timothy Creswick (wszystkie rundy) Douwe Dedecker (wszystkie rundy)                              | SEP RET | SEP 5     | DUB 3  | DUB 5   | ABU 4   | ABU 6 | 5    | 55  |
| 2024-25 | LMP3  | 43    | Ligier JS P320 | Nissan VK56VE 5.6 L V8 | Steve Brooks (wszystkie rundy) Mikkel Kristensen (wszystkie rundy) Kevin Rabin (wszystkie rundy)                              | SEP RET | SEP 6     | DUB 5  | DUB 6   | ABU RET | ABU 5 | 7    | 36  |

### Le Mans Cup
| Rok  | Klasa       | Numer | Samochód       | Silnik                   | Kierowcy                                                                                                   | 1       | 2       | 3       | 4       | 5       | 6       | 7      | Poz. | Pkt |
| ---- | ----------- | ----- | -------------- | ------------------------ | --- | ------- | ------- | ------- | ------- | ------- | ------- | ------ | ---- | --- |
| 2023 | LMP3        | 13    | Ligier JS P320 | Nissan VK56VE 5.6 L V8   | Santiago Concepción Serrano (wszystkie rundy) Ben Stone (wszystkie rundy)                                  | CAT RET | LMN 20  | LMN RET | LEC RET | ARA RET | SPA RET | POR 9  | 25   | 2   |
| 2023 | LMP3        | 14    | Ligier JS P320 | Nissan VK56VE 5.6 L V8   | Daniel Ali (wszystkie rundy) Andres Latorre Canon (wszystkie rundy)                                        | CAT 22  | LMN DNS | LMN 25  | LEC 12  | ARA RET | SPA 16  | POR 18 | 28   | 0   |
| 2023 | LMP3        | 15    | Ligier JS P320 | Nissan VK56VE 5.6 L V8   | Bryson Morris (wszystkie rundy) Chris Short (wszystkie rundy)                                              | CAT RET | LMN 30  | LMN 12  | LEC 24  | ARA 13  | SPA 17  | POR 7  | 20   | 6   |
| 2024 | LMP3        | 34    | Ligier JS P320 | Nissan VK56VE 5.6 L V8   | Aleksander Buchańcow (wszystkie rundy) Rik Koen (wszystkie rundy)                                          | CAT 3   | LEC 8   | LMN RET | LMN 11  | SPA RET | MUG 9   | POR 16 | 11   | 21  |
| 2024 | LMP3        | 43    | Ligier JS P320 | Nissan VK56VE 5.6 L V8   | Timothy Creswick (wszystkie rundy) Sebastian Gravlund (rundy 1–5, 7) Daniel Ali (runda 6)                  | CAT 10  | LEC 22  | LMN DNS | LMN 20  | SPA RET | MUG 18  | POR 9  | 19   | 3   |
| 2025 | LMP3 Pro/Am | 34    | Ligier JS P325 | Toyota V35A-FTS 3.5 L V6 | Aristotle Balogh (rundy 1–2) Garett Grist (rundy 1–2) William Karlsson (rundy 3–4) Chris Short (rundy 3–4) | CAT 11  | LEC 10  | LMN 5   | LMN 5   | SPA     | SIL     | POR    | 9*   | 13* |
| 2025 | LMP3 Pro/Am | 43    | Ligier JS P325 | Toyota V35A-FTS 3.5 L V6 | David Pun (rundy 3–4) Sérgio Sette Câmara (rundy 3–4)                                                      | CAT     | LEC     | LMN 10  | LMN 7   | SPA     | SIL     | POR    | 13*  | 5*  |

(*) Sezon w toku.